# Laon
Pour les articles homonymes, voir Laon (homonymie).
Laon (prononcé : /lɑ̃/) est une commune française, préfecture du département de l'Aisne, située dans la région culturelle et historique de Picardie, administrative Hauts-de-France. Ses habitants sont appelés les Laonnois (prononcé : /la.nwa/).
La commune de Laon donne son nom au pays traditionnel du Laonnois, qui est une région historique de Picardie dont elle est la ville principale. Sous l'Ancien Régime, Laon fut le centre d'un évéché dont l'évêque comte figurait parmi les Douze pairs primitifs de France.
Ville fortifiée sur un plateau, bénéficiant du plus vaste secteur sauvegardé de France, de 370 ha (3,7 km2),,, Laon possède de nombreux monuments médiévaux, des hôtels particuliers et des maisons des XVIe, XVIIe et XVIIIe siècles en grand nombre, notamment dans les rues Sérurier, Saint-Jean, Saint-Cyr ou Vinchon, véritables musées urbains. Son sous-sol est sillonné de souterrains, carrières et puits dont la préservation est l'un des enjeux patrimoniaux actuels. Située à son sommet, sa cathédrale lui a valu le surnom de « Montagne couronnée ».
En évoquant la ville dans une lettre à son épouse Adèle Foucher, Victor Hugo écrivait : « Tout est beau à Laon, les églises, les maisons, les environs, tout… ».

## Géographie

### Localisation
Laon est situé au cœur du département de l'Aisne en Picardie, à proximité de Soissons (30 minutes), Paris (1h30), Reims (40 minutes), Saint-Quentin (40 minutes), Amiens (1h15). Cette proximité est rendu possible grâce aux infrastructures de transport, comme la route nationale 2, ou encore la proximité avec l'autoroute A26.

### Communes limitrophes
| Besny-et-Loizy Cerny-lès-Bucy | Aulnois-sous-Laon Barenton-Bugny | Chambry                        |
| Molinchart Clacy-et-Thierret  | Laon                             | Athies-sous-Laon               |
| Chivy-lès-Étouvelles          | Presles-et-Thierny               | Bruyères-et-Montbérault Vorges |

### Géographie physique

#### Relief, paysage, végétation
La ville de Laon, pour sa partie la plus ancienne (la ville haute), est édifiée sur une butte-témoin qui domine la plaine environnante d'une centaine de mètres. Au nord de la butte s'étend la vaste plaine picarde. Du haut de la butte, par temps clair, le regard porte à plus de quarante kilomètres au nord. À quelques kilomètres au sud, la côte d'Île-de-France marque la limite nord des plateaux du Soissonnais. Cette butte est appelée localement la « montagne de Laon » ou la « montagne couronnée ».

#### Nature du sol et du sous-sol
La montagne de Laon, détachée de la cuesta d'Île-de-France, est essentiellement composée de sables. Les niveaux supérieurs sont constitués d'argile de Laon (Cuisien), de sables grossiers et de calcaires du Lutétien. Les argiles sont à l'origine d'une nappe aquifère qui donne naissance aux sources situées au pied des remparts de la ville haute. Celles-ci ont été aménagées en fontaines et abreuvoirs dès le Moyen Âge. Les sables et calcaires furent exploités très tôt, d'abord en carrières à ciel ouvert, puis en carrières souterraines, fournissant la pierre de construction et le sable pour les mortiers.
Elle est traversée au sud par la rivière Ardon.

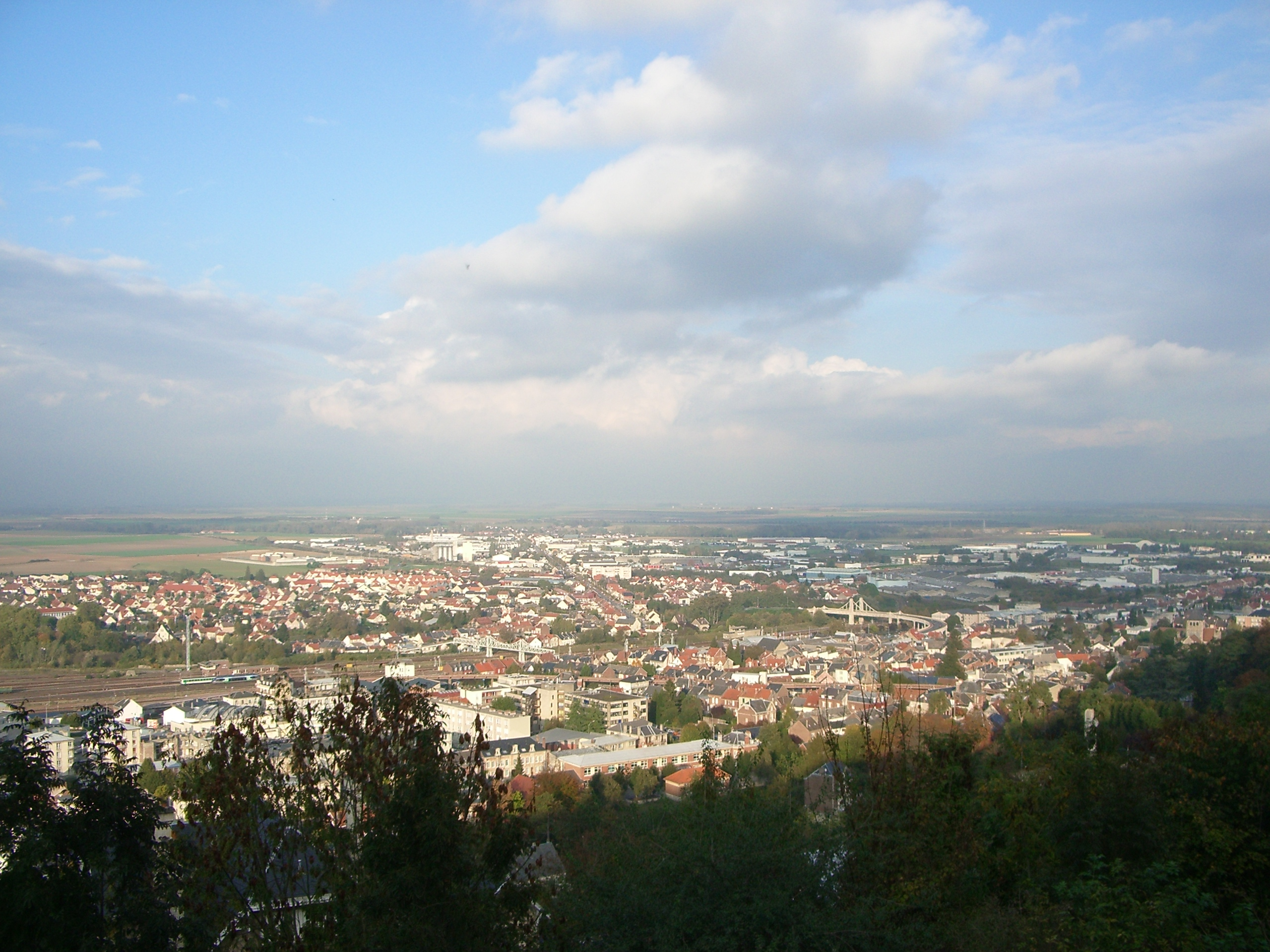
La plaine picarde au nord de Laon.
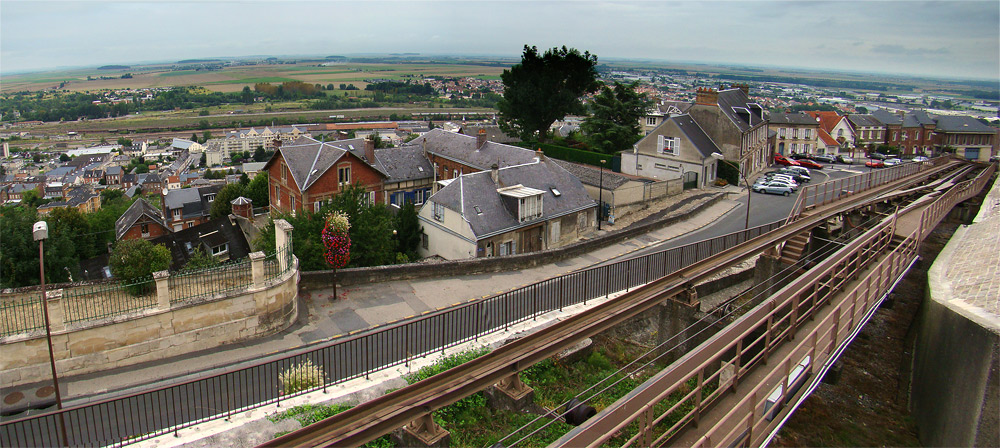
Autre vue vers le nord.
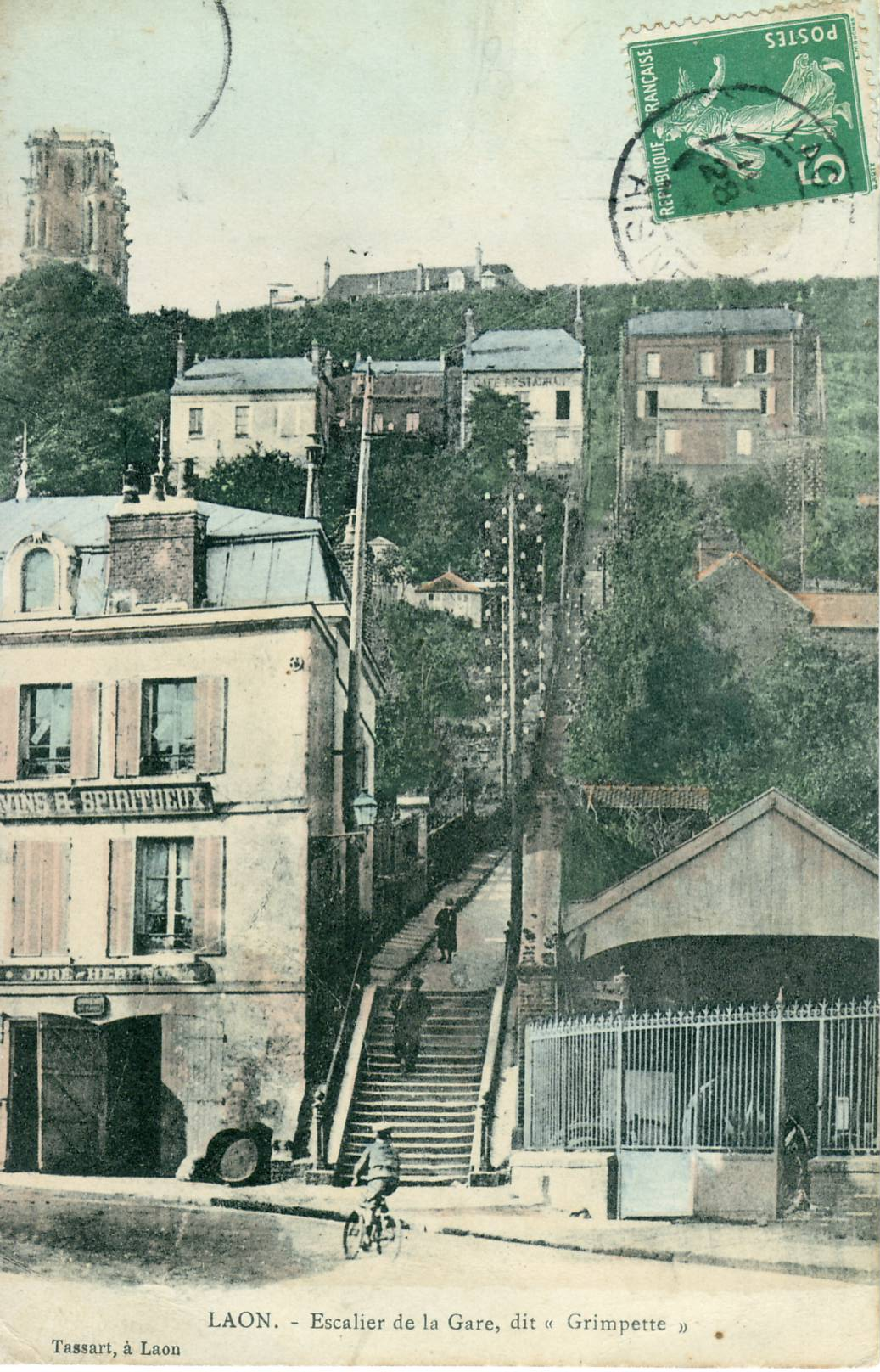
Escalier de la gare, un des accès à la ville haute.

### Hydrographie

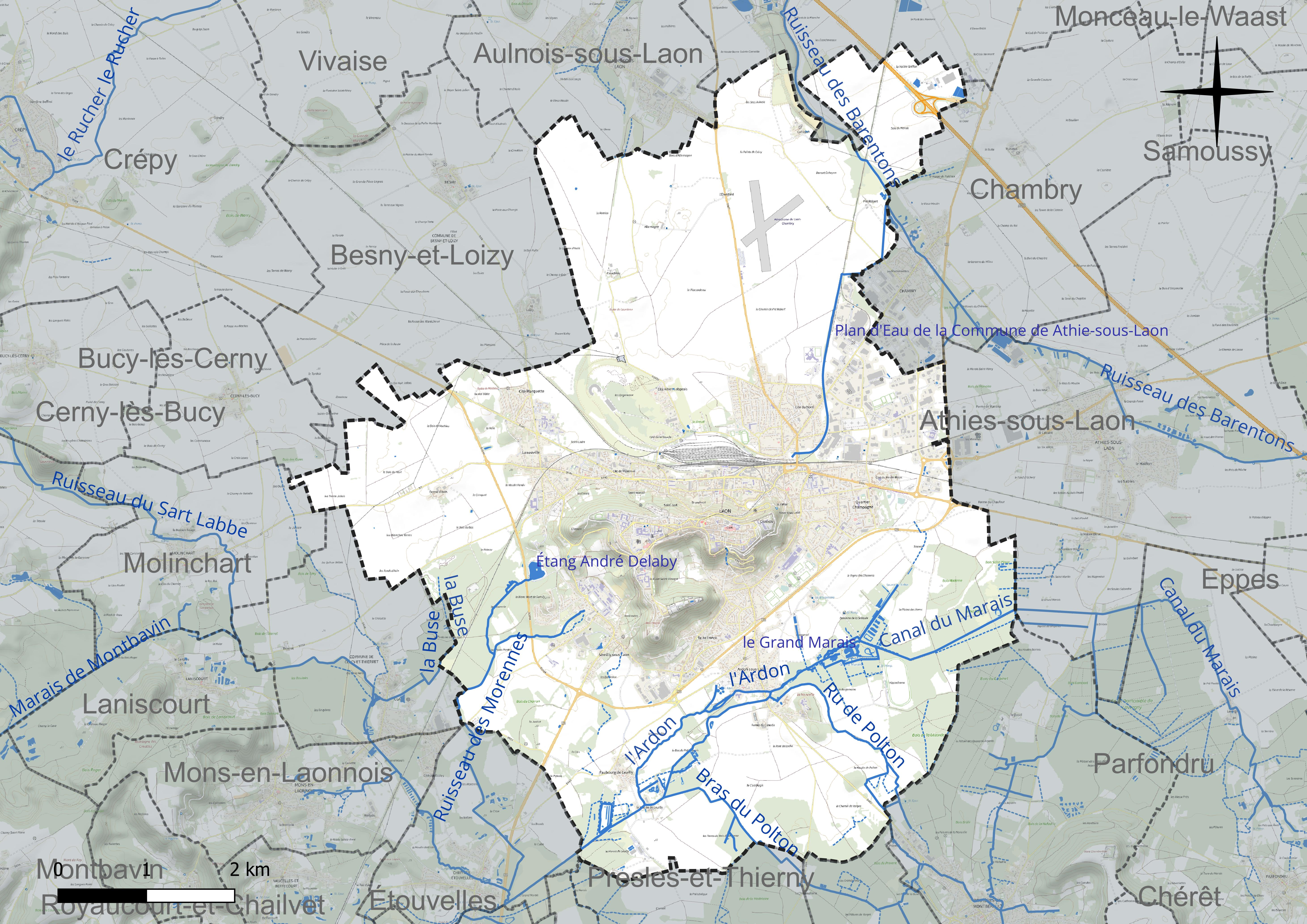
Réseau hydrographique de Laon.

La commune est située dans le bassin Seine-Normandie. Elle est drainée par le ruisseau des Barentons, l'Ardon, le canal du Marais, la Buse, le canal 01 de la commune de Chisy-les-Etouvelles, le canal 01 de la commune de Laon, le canal 01 du Grand Marais, le canal 02 de la commune de Athié-sous-Laon, le canal 02 de la commune de Laon, le canal de l'Ardon, le canal du Marais de Bruyères, le cours d'eau 02 de la commune de Clacy-et-Thierret, le ru de Polton, le ruisseau des Morennes et divers bras du Polton,,.
Le ruisseau des Barentons, d'une longueur de 25 km, prend sa source dans la commune de Festieux et se jette  dans la Souche à Barenton-sur-Serre, après avoir traversé dix communes.
L'Ardon, d'une longueur de 11 km, prend sa source dans la commune  et se jette  dans l'Ailette en limite des communes de Royaucourt-et-Chailvet et de Chavignon, après avoir traversé huit communes.
Trois plans d'eau complètent le réseau hydrographique : le Grand Marais (2,4 ha), l'étang André Delaby (2,7 ha) et l'étang de la Bauge (0,5 ha),.

### Climat
Pour des articles plus généraux, voir Climat des Hauts-de-France et Climat de l'Aisne.
En 2010, le climat de la commune est de type climat océanique dégradé des plaines du Centre et du Nord, selon une étude du CNRS s'appuyant sur une série de données couvrant la période 1971-2000. En 2020, Météo-France publie une typologie des climats de la France métropolitaine dans laquelle la commune est exposée à un climat océanique altéré et est dans la région climatique Nord-est du bassin Parisien, caractérisée par un ensoleillement médiocre, une pluviométrie moyenne régulièrement répartie au cours de l'année et un hiver froid (3 °C).
Pour la période 1971-2000, la température annuelle moyenne est de 10,6 °C, avec une amplitude thermique annuelle de 15,2 °C. Le cumul annuel moyen de précipitations est de 801 mm, avec 13 jours de précipitations en janvier et 8,8 jours en juillet. Pour la période 1991-2020, la température moyenne annuelle observée sur la station météorologique la plus proche, située sur la commune d'Aulnois-sous-Laon à 6 km à vol d'oiseau, est de 11,0 °C et le cumul annuel moyen de précipitations est de 685,6 mm,. Pour l'avenir, les paramètres climatiques de la commune estimés pour 2050 selon différents scénarios d'émission de gaz à effet de serre sont consultables sur un site dédié publié par Météo-France en novembre 2022.

## Urbanisme

### Typologie
Au 1er janvier 2024, Laon est catégorisée centre urbain intermédiaire, selon la nouvelle grille communale de densité à 7 niveaux définie par l'Insee en 2022. Elle appartient à l'unité urbaine de Laon, une agglomération intra-départementale dont elle est ville-centre,. Par ailleurs la commune fait partie de l'aire d'attraction de Laon, dont elle est la commune-centre,. Cette aire, qui regroupe 106 communes, est catégorisée dans les aires de 50 000 à moins de 200 000 habitants,.

### Occupation des sols

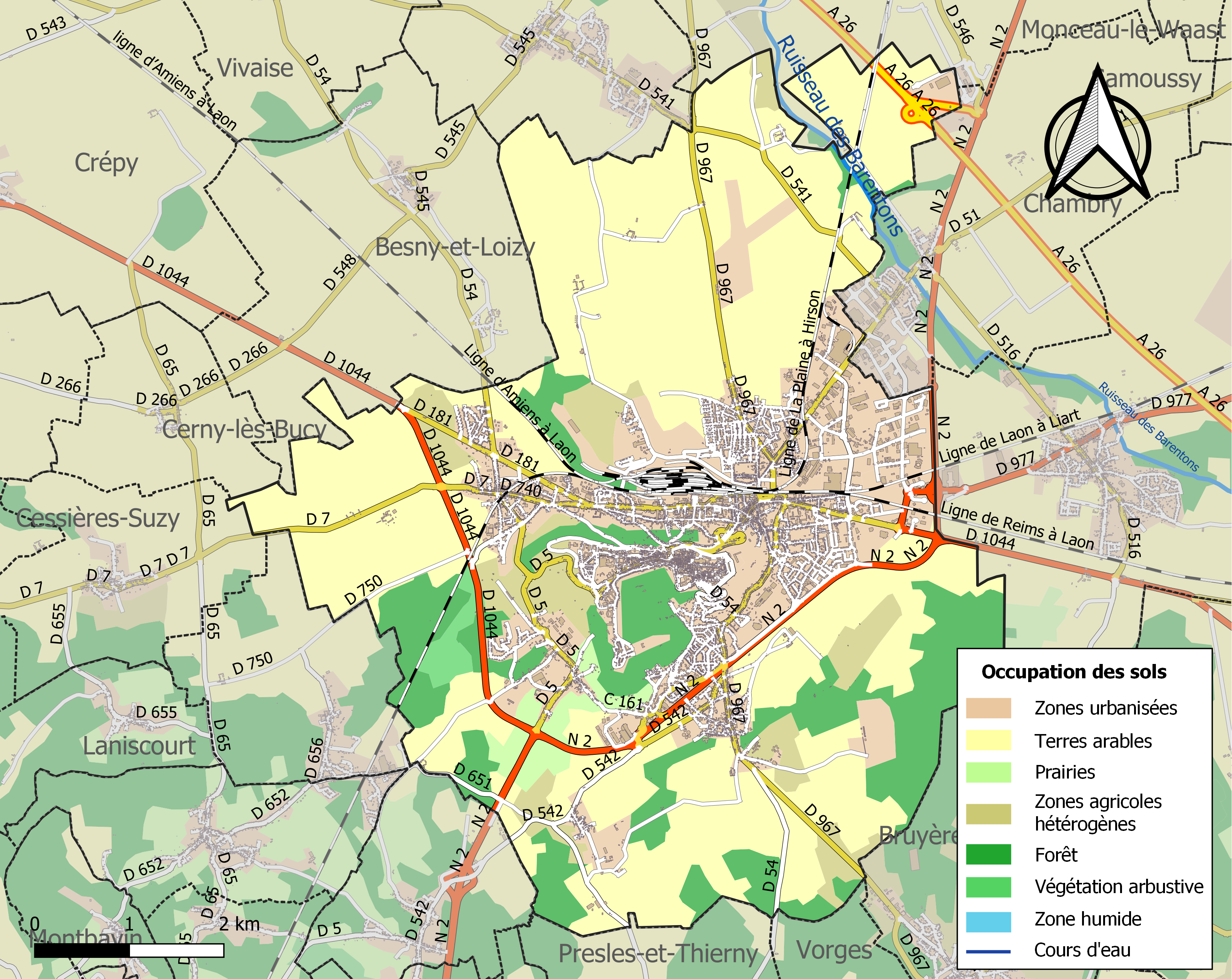
Carte de l'occupation des sols de la commune en 2018 (CLC).

L'occupation des sols de la commune, telle qu'elle ressort de la base de données européenne d'occupation biophysique des sols Corine Land Cover (CLC), est marquée par l'importance des territoires agricoles (57,7 % en 2018), en diminution par rapport à 1990 (61,3 %). La répartition détaillée en 2018 est la suivante : terres arables (49,7 %), zones urbanisées (18,8 %), forêts (14,7 %), zones industrielles ou commerciales et réseaux de communication (6,4 %), zones agricoles hétérogènes (6,2 %), prairies (1,8 %), espaces verts artificialisés, non agricoles (1,6 %), milieux à végétation arbustive et/ou herbacée (0,8 %).
L'évolution de l'occupation des sols de la commune et de ses infrastructures peut être observée sur les différentes représentations cartographiques du territoire : la carte de Cassini (XVIIIe siècle), la carte d'état-major (1820-1866) et les cartes ou photos aériennes de l'IGN pour la période actuelle (1950 à aujourd'hui).

### Voies de communication et transports
Laon est aisément accessible par la route nationale N2, reliant Paris et Bruxelles, et l'autoroute A26  sortie 13. Par le train, la gare de Laon, les lignes des TER Hauts-de-France K15 (Paris Nord <> Laon), P15 (Crépy-en-Valois <> Laon) et P64 (Hirson <> Laon, actuellement remplacée par un car pour cause de travaux) ainsi que la ligne de TER Fluo Reims <> Laon.

#### Transport urbain
Un des problèmes que les élus ont essayé de résoudre à la fin du XIXe siècle était dû à la différence de niveaux entre la gare ferroviaire et la ville haute, ce qui induisait des pentes importantes.
Jusqu'en 1899, les habitants devaient emprunter l'une des nombreuses "grimpettes", dont la plus connue est l'escalier municipal (ou escalier de la gare), afin de rejoindre la ville haute depuis la ville basse. Avec l'arrivée du transport ferroviaire à Laon en 1899, un tramway a été mis en service le 9 juillet 1899, permettant de relier la gare et la place de l'Hôtel de ville.
Les Transports urbains laonnois (TUL) sont composés de quatre lignes de bus régulières, dont la navette desservant la ville-haute. Le réseau est placé sous l'autorité de la communauté d'agglomération du Pays de Laon.

#### Funiculaire

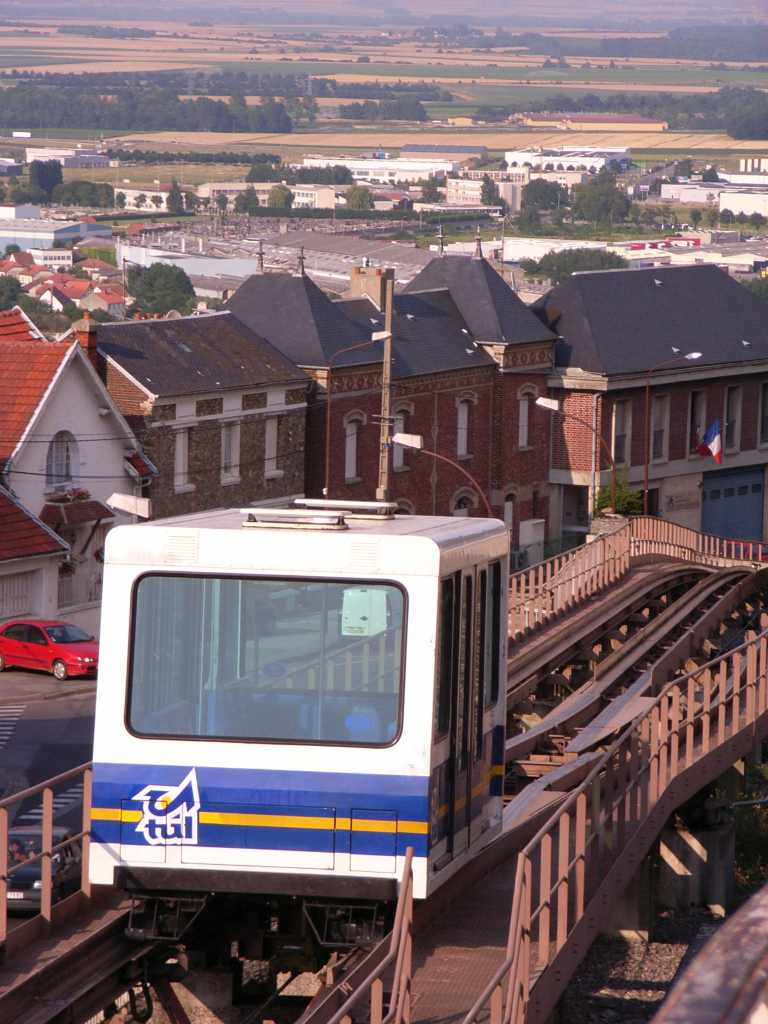
Mini-métro Poma 2000.

De 1989 à 2016, un funiculaire (Poma 2000), en grande partie aérien, a fonctionné, intégré au réseau des Transports urbains laonnois (TUL).
Ce « système funiculaire automatique », d'un dénivelé de 98 m, reliait l'hôtel de ville (ville haute) à la gare de Laon (ville basse) sur un trajet de 1,5 km environ, en passant par la station intermédiaire de Vaux. Il tirait son nom de la société qui l'a conçu et filiale de l'entreprise Poma (société créée par Jean Pomagalski, spécialisée dans le transport par câble — notamment les remontées mécaniques des stations de ski).
Ce funiculaire mis en service le 4 février 1989 a été définitivement fermé le 27 août 2016, à la suite d'un vote de la communauté d'agglomération du pays de Laon, estimant son coût de fonctionnement trop élevé. Une navette de bus le remplace, à une fréquence beaucoup plus faible.
Il remplaçait un ancien tramway à crémaillère datant de la fin du XIXe siècle (mis en service le 9 juillet 1899) qui avait été retiré de la circulation le 27 janvier 1971 pour raison de sécurité, après 72 ans de service.

## Toponymie
Le nom de la localité est attesté sous les formes [ecclesiae] Lugdunensis en 549, [infra urbis] Lugdune au VIe siècle, Leudunum en 632, Laodunum en 680, Loon, Montloon au XIIe siècle, Lauon, Montlauon au XIIIe siècle,.
Il s'agit d'un type toponymique gaulois fréquent qui se compose du théonyme Lugus (c'est-à-dire Lug), dieu gaulois et celtique insulaire, et de l'appellatif celtique très répandu dunon (lire dūnon) « citadelle, enceinte fortifiée, mont ». Le sens initial de ce terme était « zone enclose, citadelle, fort » (cf. germanique *tūna- que continuent l'allemand Zaun « barrière, clôture », le néerlandais tuin « jardin » et l'anglais town « ville », -ton dans les noms de lieux), ce n'est que par la suite qu'il a pris le sens de « mont, butte, hauteur ». Il se perpétue dans certains dialectes sous la forme dun « colline » et dunet « petite colline ».
Le sens global est donc « forteresse de Lug »,.
Homonymie avec Lyon, Loudon (Parigné-l'Évêque, Sarthe), Loudun, Laudun, Leyde (Pays-Bas) et Londres Lugundunum (*Lugudunum ?) en Grande-Bretagne de localisation incertaine (Leven Seat, Londesborough, Lothian, Loudon ou Lugton ?), ainsi qu'avec Vieux Laon, à 20 km de Laon sur le plateau de Saint-Erme.

## Histoire

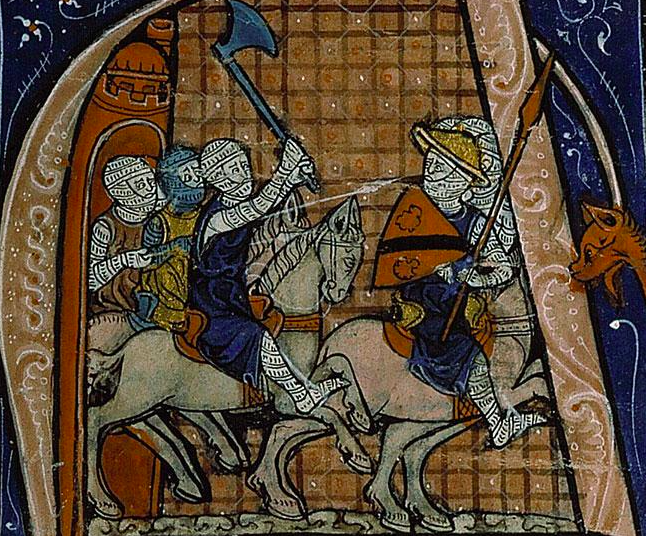
Charles de Lorraine repoussant Hugues Capet devant Laon, Grandes Chroniques de France, v. 1275-1280.

La topographie de la ville en fait un site défensif exceptionnel qui, toutefois, crée également un hiatus entre le centre urbain — siège des pouvoirs — et ses faubourgs.

### Préhistoire et protohistoire
La ville haute a probablement connu une petite occupation néolithique vers 3000 av. J.-C.. En revanche, aucune trace de site des âges du bronze et du fer n'a été découverte jusqu'à maintenant.

### Antiquité
L'occupation permanente de la ville haute ne débute que vers le milieu du Ier siècle av. J.-C. Nous n'avons, de Laon durant l'Antiquité, qu'une vision très sommaire. Le statut de la ville nous est totalement inconnu pour toute la période antique. Dans la ville basse, plusieurs sites gallo-romains sont attestés.
L'époque gallo-romaine est partout présente dans la ville haute, aussi bien pour le Haut-Empire que pour le Bas-Empire. Au moins pour l'Antiquité tardive, il est certain que le castrum a été fortifié, très probablement avec une muraille en maçonnerie. L'occupation du Bas Empire semble plus dense dans la cité, à l'intérieur du castrum, que dans le bourg.
Les premières traces de la présence du christianisme à Laon remontent au Ve siècle, comme l'atteste une pierre funéraire paléochrétienne découverte en 1998.

### Moyen Âge

#### Époque mérovingienne
Entre 497 et 513, saint Remi, natif de la région laonnoise, élève Laon à la dignité de cité par la création d'un évêché démembré de celui de Reims. Au VIe siècle, la cité se confond encore probablement avec le castrum du Bas Empire. En 580, le duc Loup de Champagne met sa femme en sûreté à l'intérieur des murs de la ville de Laon (Grégoire de Tours, Historia Francorum, livre VI).

#### Époque carolingienne
Au Xe siècle, au pouvoir épiscopal s'ajoute le pouvoir royal, Laon étant un lieu de résidence fréquent des derniers rois carolingiens. C'est le roi Louis d'Outremer qui vers 940-950 fait ériger une tour fortifiée à Laon,.
Le tracé des remparts de la cité, reconstruits ou agrandis à l'époque carolingienne, est totalement inconnu. En dehors des murs de la cité, à l'ouest, le peuplement se développe dans le secteur de l'église Saint-Julien. Un ou plusieurs noyaux de peuplement semblent également se développer sur le bras sud-ouest de la butte. En ville basse, le faubourg de Vaux existe probablement avant même le haut Moyen Âge et les faubourgs de Saint-Marcel, de Semilly et de Leuilly apparaissent peut-être à cette époque.
Le faubourg d'Ardon semble assez tardif et encore quasi inexistant au Xe siècle (le faubourg de La Neuville n'est fondé qu'à la fin du XIIe siècle). L'abbaye Saint-Jean, un monastère double, est fondé hors les murs par Sainte Salaberge, mère de Saint Baudouin de Laon, en 648, ou 641 selon l'historien Dominique Barthélemy et dédié à Saint Jean-Baptiste,.
En 938, la ville est assiégée par Louis IV d'Outremer. Cet épisode est décrit par le moine Richer dans ses Chroniques.
La cité renferme la cathédrale, reconstruite dans le premier tiers du IXe siècle, la résidence de l'évêque et le cloître des chanoines au nord, et, au sud, le palais royal, et à côté une grande tour construite par Louis d'Outremer, laquelle servit de prison au jeune duc de Normandie, Richard Ier. Hugues le Grand s'emparera de cette dernière mais dut la rendre au roi. En 988, le duc carolingien Charles de Lorraine, l'entoura de fossés et de palissades.

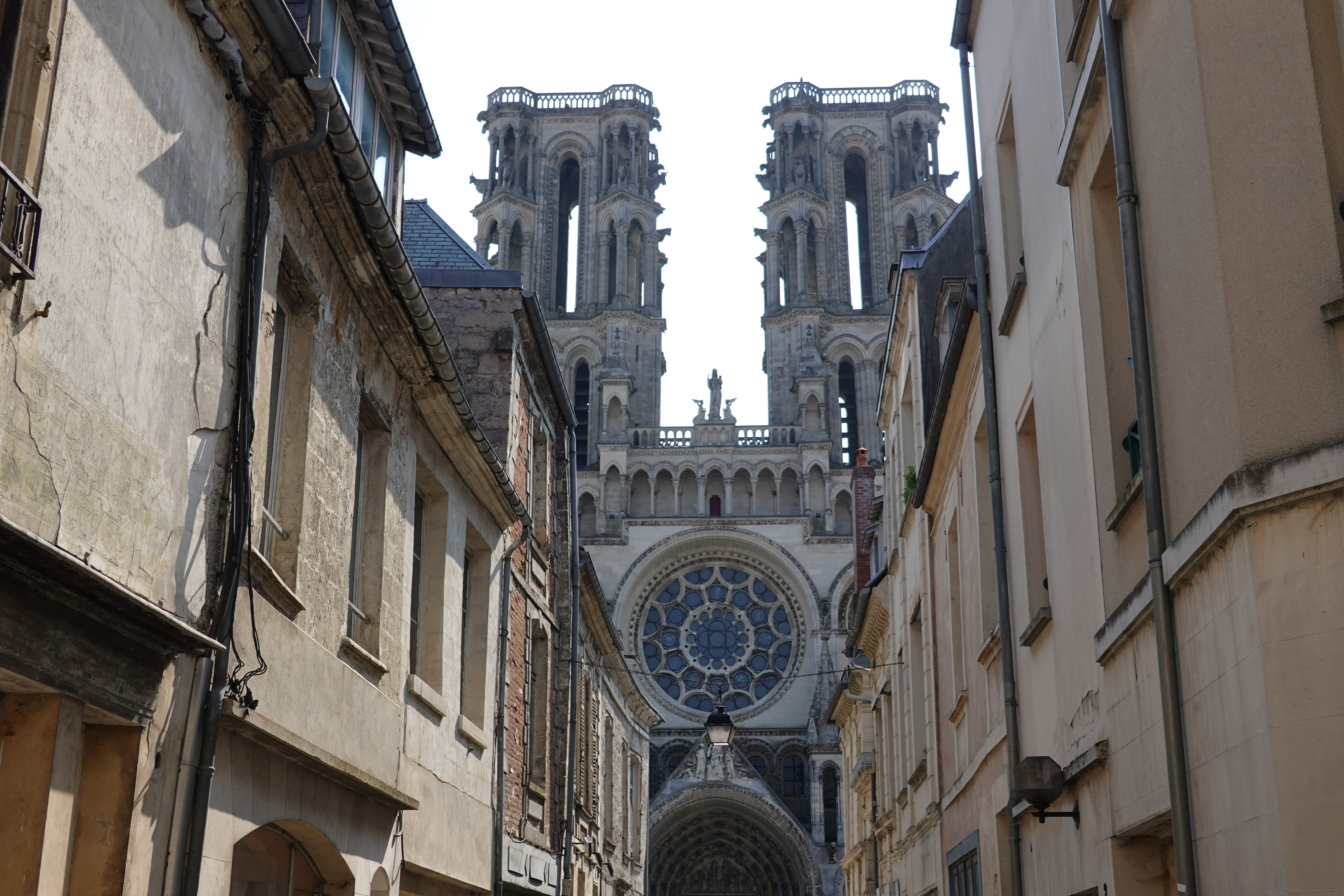
Vue de la rue Jules-Fouquet.
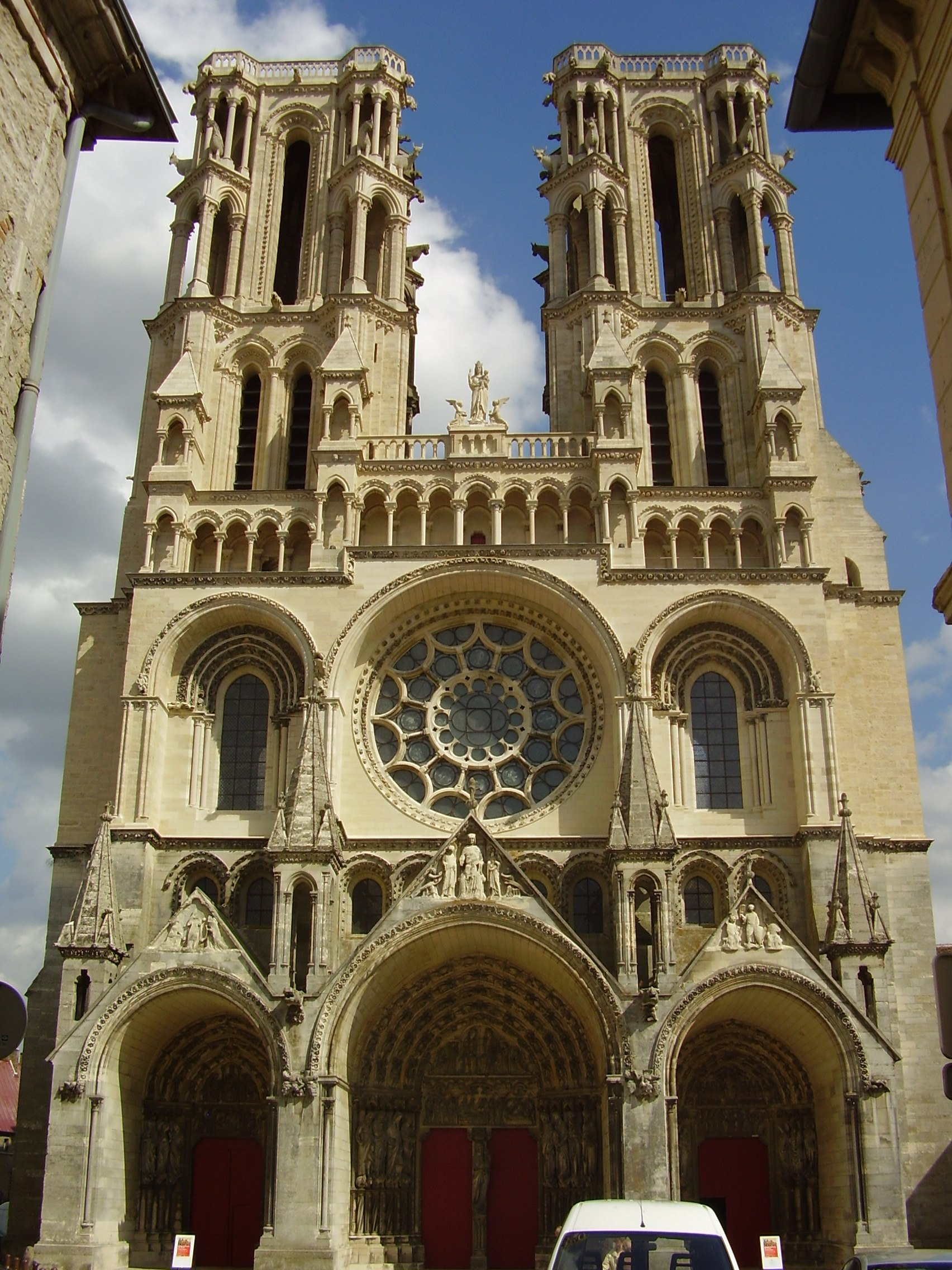
Façade Ouest.
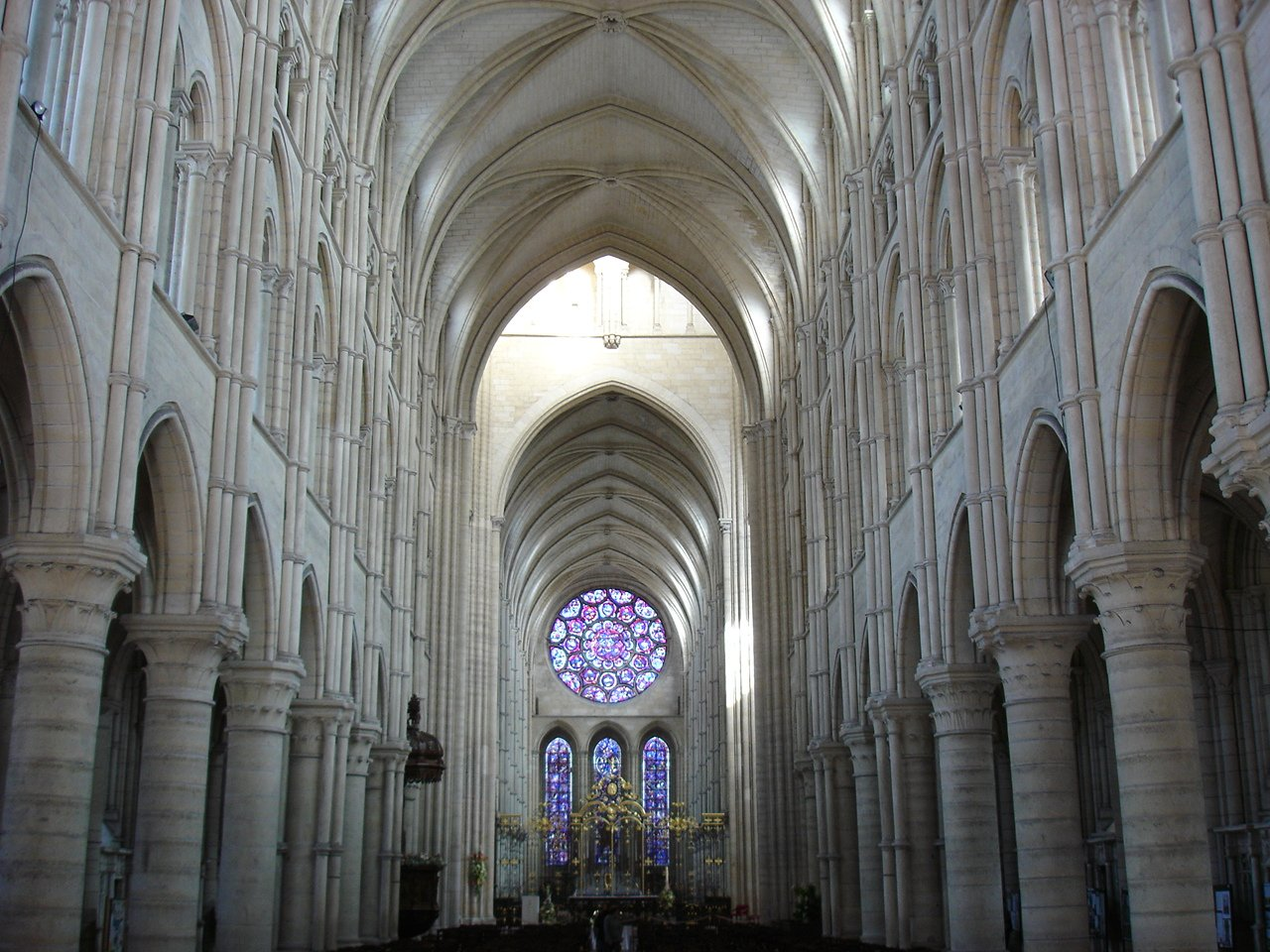
Intérieur.
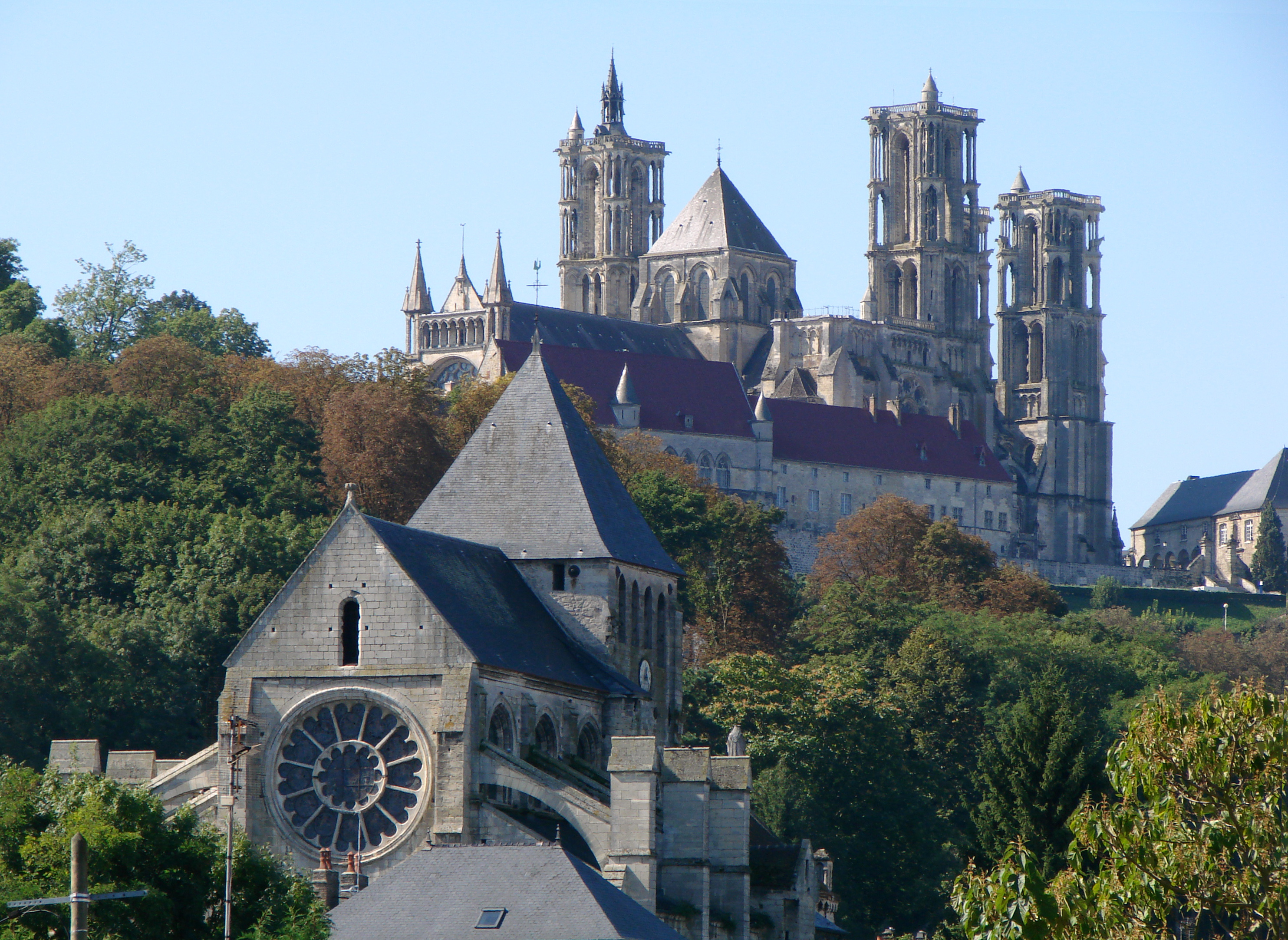
Vue de la ville basse.
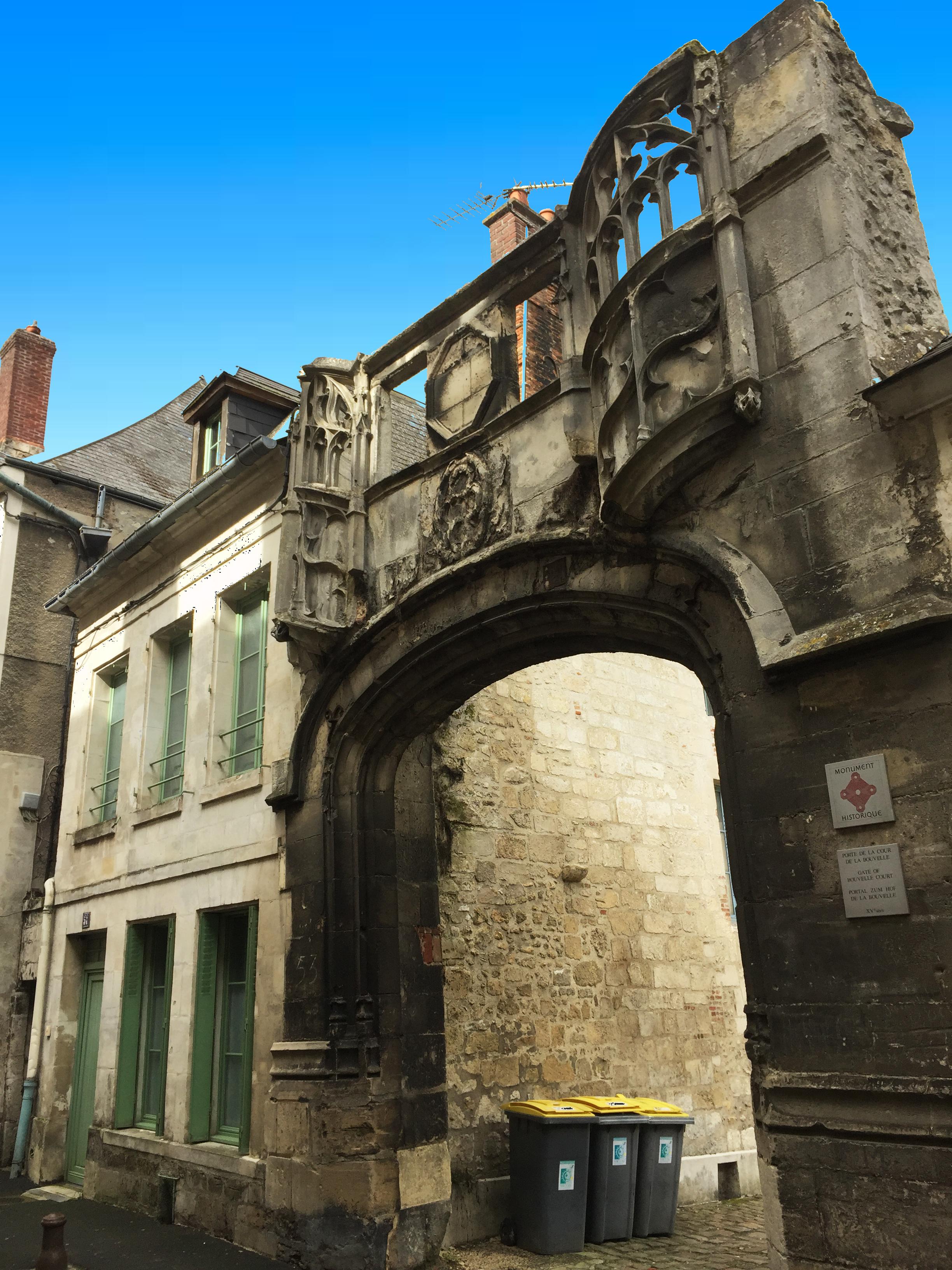
Porte monumentale de la Cour de la Bouvelle.

L'abbaye Saint-Vincent n'apparaît dans les sources historiques qu'à la fin du IXe siècle. La plus ancienne mention de l'existence de cette église date de 886. Jusqu'en 961, elle est qualifiée d'ecclésia. Ce n'est que vers 961 que Saint-Vincent devient une abbaye, lorsque l'évêque de Laon, Roricon, fils bâtard du roi Charles le Simple favorise la venue d'une communauté de moines bénédictins venus de Saint-Benoît-sur-Loire qui remplacent un collège de chanoines.
Lors de la minorité du duc Richard Ier de Normandie, et la mainmise sur la Normandie par le roi de France, et afin de contenir les révoltés, le jeune duc fut emmené à Laon, d'où il put s'évader avec l'aide de son écuyer, Osmond.
Le 29 mars, jour du Jeudi saint ou le 29 mars, dimanche des Rameaux de l'année 991, grâce à la trahison de l'évêque Ascelin, Hugues Capet, aidé de son fils Robert (le futur Robert II le Pieux), y fait prisonnier à la suite d'un long siège (988-991) Charles de Lorraine, oncle du dernier roi carolingien Louis V, qui revendiquait la couronne de France.

#### Moyen Âge classique

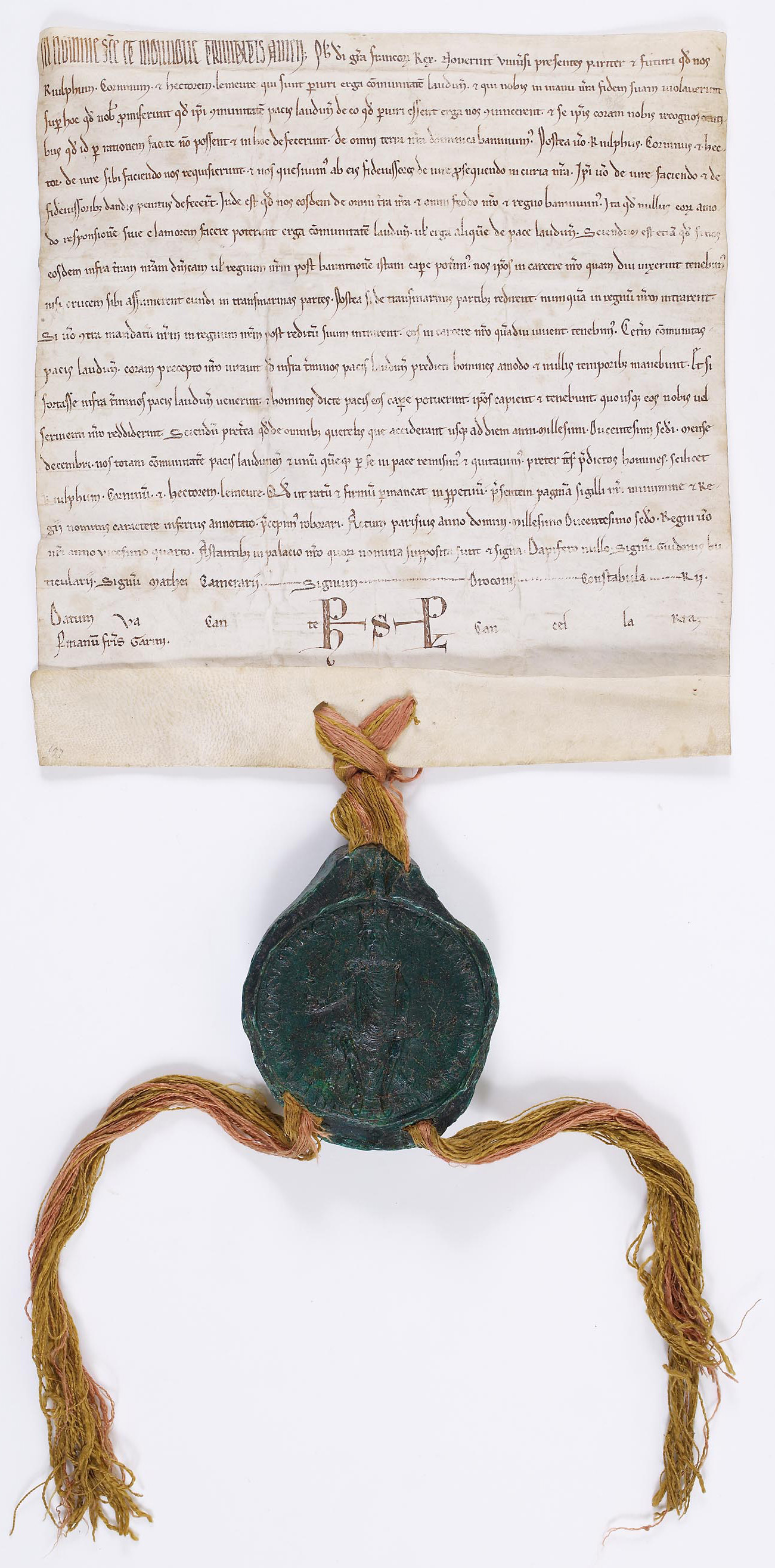
Acte par lequel le roi de France, Philippe II Auguste bannit du royaume de France deux habitants de Laon jugés parjures, 1202. Archives nationales de France.

Dès la fin du XIe siècle, Laon connaît un développement très important, et, vers le milieu du XIIIe siècle, la ville abrite une population d'au moins 10 000 habitants, dont environ les deux tiers occupent la ville haute. La cité reste le centre des pouvoirs, le roi et l'évêque étant coseigneurs de la ville. Durant tout le plein Moyen Âge, elle est le champ clos de conflits qui opposent ou unissent le roi, l'évêque, le chapitre cathédral, les abbayes et l'institution communale. Cependant, le roi, de plus en plus absent, laisse face à face l'Église et une bourgeoisie naissante issue de l'aristocratie locale. En 1111, les habitants de la ville se constituent en commune et signent un accord avec l'évêché. L'évêque Gaudry, déjà auteur de plusieurs manœuvres déloyales dans sa gestion de la cité, rompt l'accord. Une révolte exceptionnelle soulève la population, qui poursuit l'évêque. Celui-ci se cache dans un tonneau, mais il est découvert et mis à mort. Après la révolte de 1112, l'évêque ne joue plus un rôle prépondérant, mais le plus important chapitre cathédral de France — 83 chanoines en 1270 — pèse de tout son poids sur la ville. Le conflit est résolu par une charte communale accordée par le roi Louis VI le Gros en août 1128, laquelle donne une autonomie soigneusement encadrée à la ville,.
Au XIIe siècle, la ville connaît un essor économique important qui se traduit par une intense activité d'édification et reconstruction. Le chantier le plus important est celui de la cathédrale, du quartier canonial et du groupe épiscopal. Elle est aussi le siège de l'École de Laon, centre théologique avec des maîtres comme Anselme de Laon. Cette cathédrale abrite deux établissements d'éducation : l'un destiné aux étudiants qui versent des frais d'inscription, appelés « bacheliers » ; l'autre, appelé « petites écoles », est réservé aux boursiers de la ville.
Tout au long des XIIe et XIIIe siècles, le chapitre et l'évêque luttent contre la commune, qui perd petit à petit ses pouvoirs. Une nouvelle révolte a lieu en 1295, qui aboutit à la suppression de l'institution communale, et l'installation d'un prévôt royal. Laon devient le siège du très important bailliage de Vermandois en 1237 et est dotée d'un présidial en 1551. Elle perd sa prééminence au profit de Soissons à l'extrême fin du XVIe siècle.
Au commencement du XIVe siècle, les chanoines avaient délégué l'enseignement à des maîtres peu instruits, et la réputation des écoles s'était ternie. Un chanoine, Guy, entreprit donc, avec le concours de Raoul de Presles, de rétablir le niveau des études en créant, au sein de l'université de Paris, un collège de Laon (1313).
La cité est entièrement ceinte de remparts dès le XIe siècle, lesquels sont encore en place aujourd'hui dans un état de conservation remarquable. À l'ouest, le bourg est fortifié petit à petit, entre le XIIe et le XIVe siècle. Vers 1350, toute la ville haute est urbanisée et enclose, à l'exception de deux quartiers. Encore aujourd'hui, les remparts sont presque intégralement conservés en élévation et, malgré les remaniements postérieurs, leur tracé est resté très proche de celui du milieu du XIVe siècle.

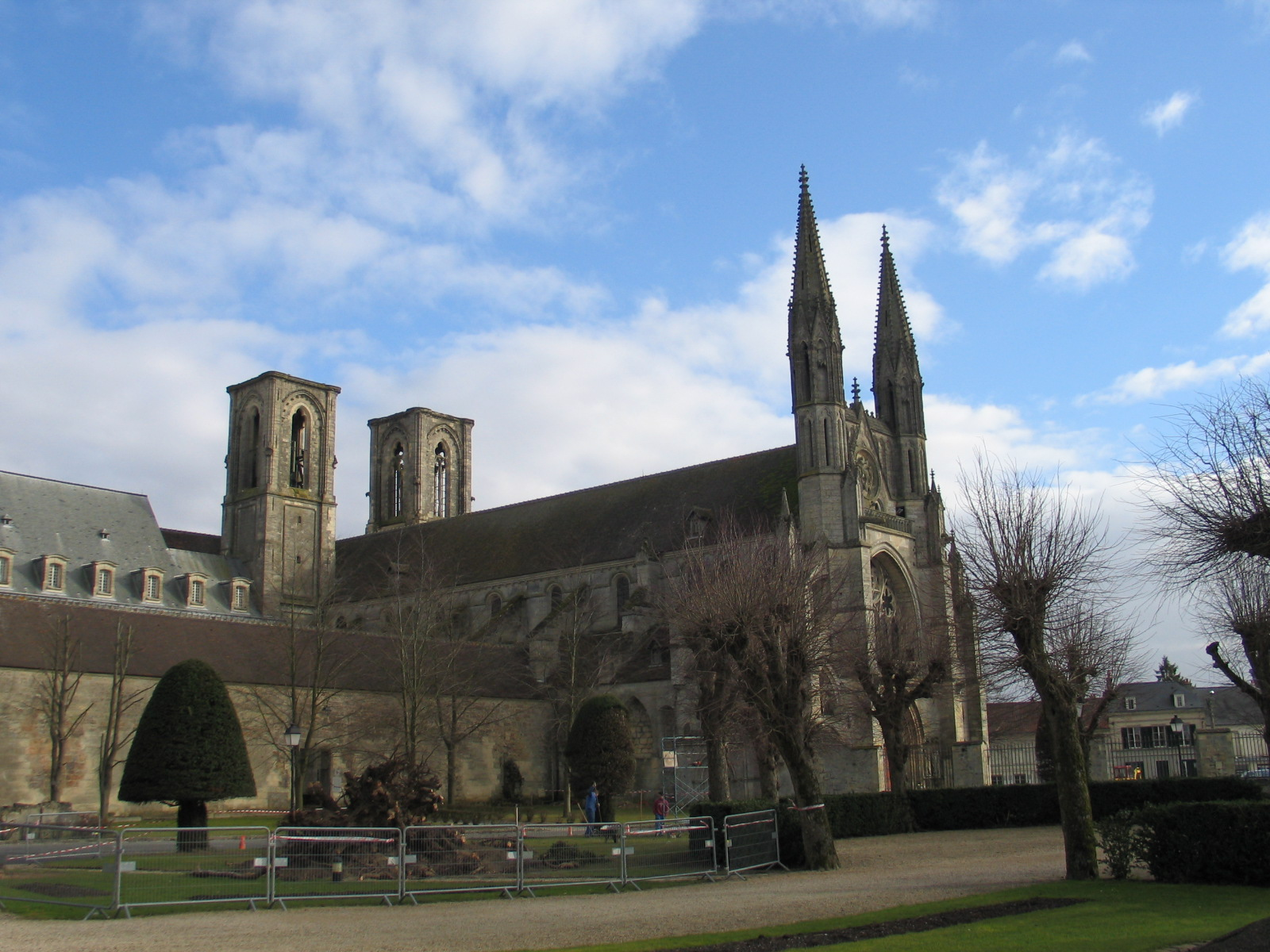
Église Saint-Martin.
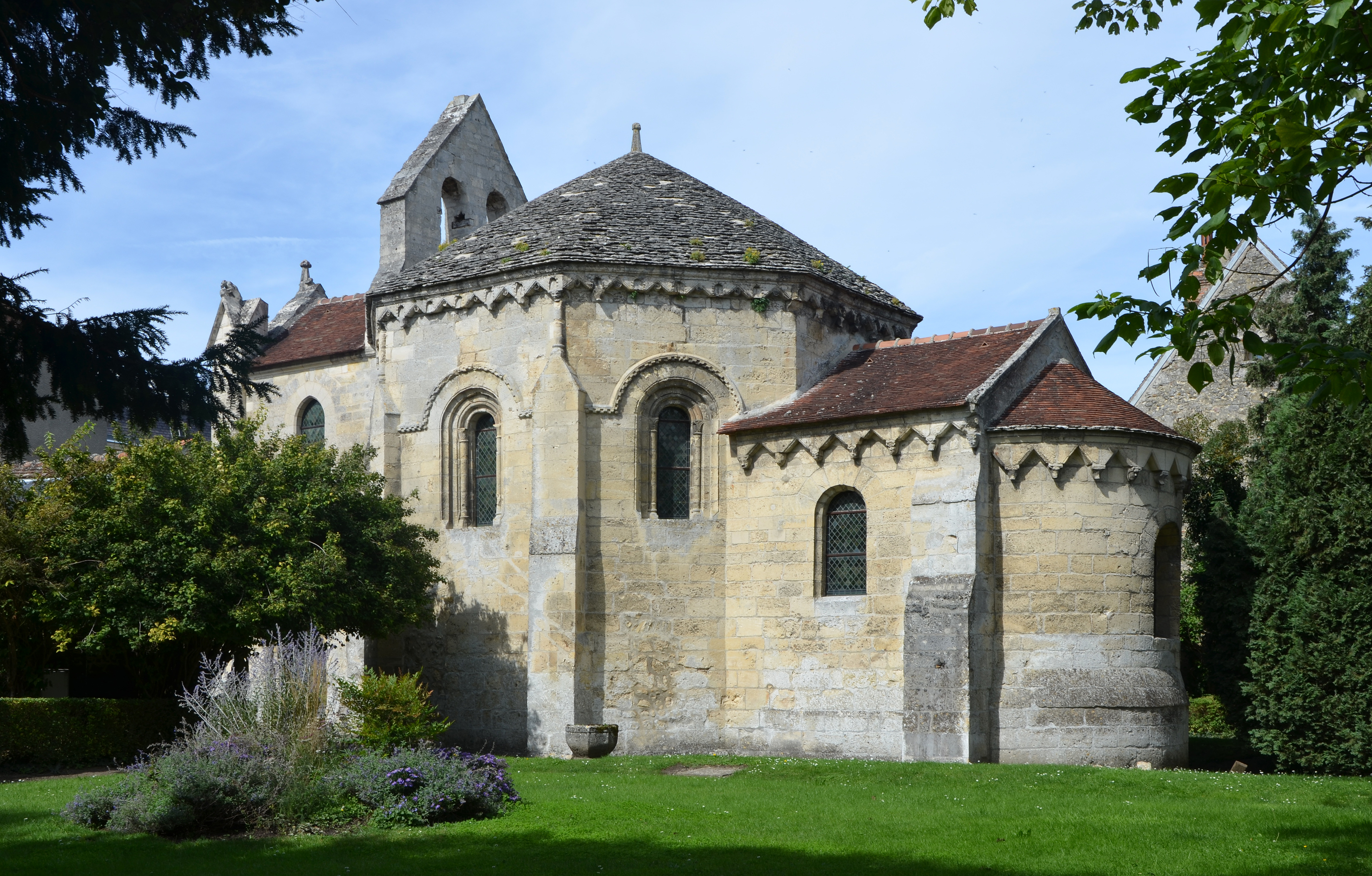
Chapelle des Templiers.
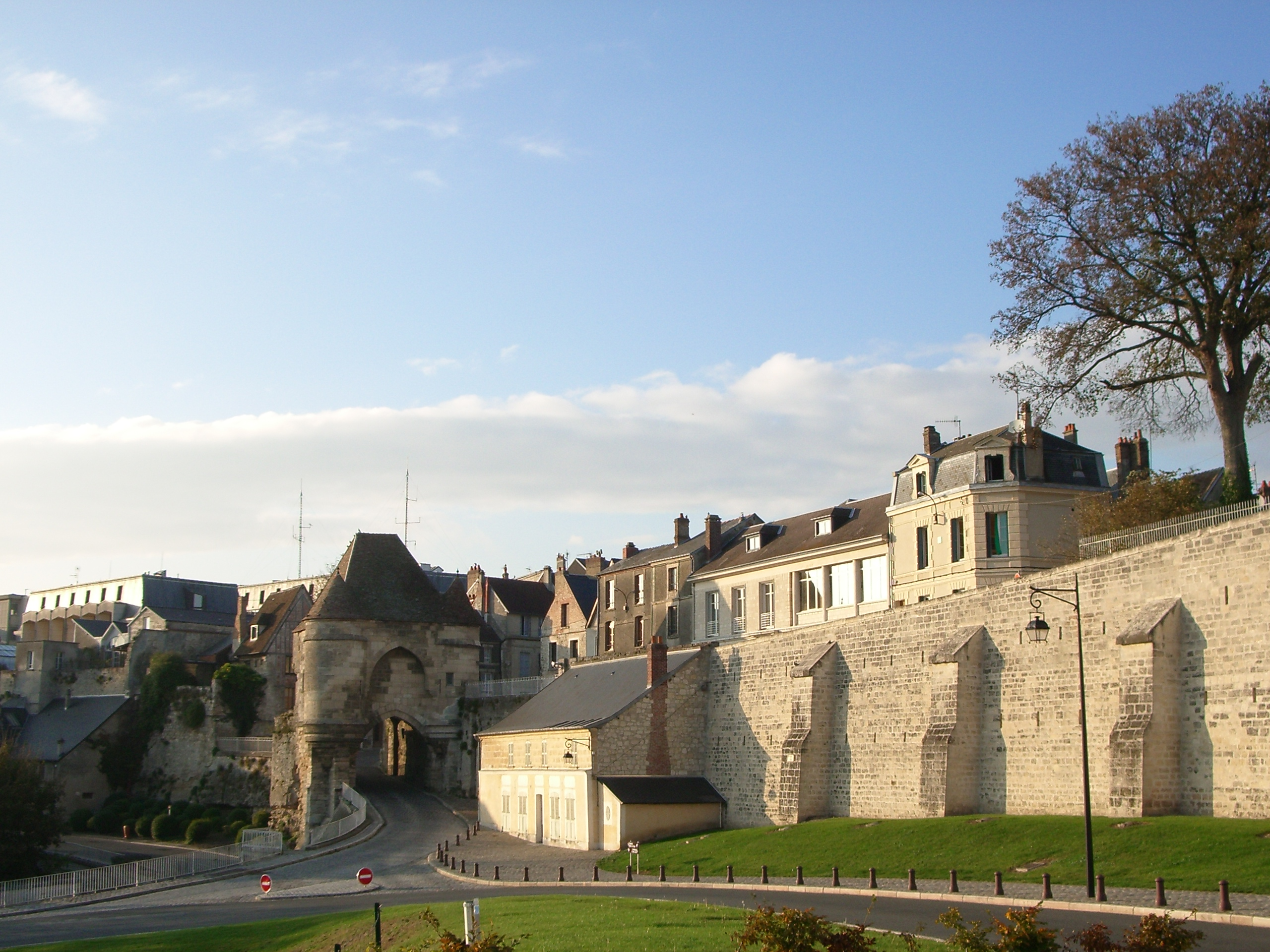
La porte d'Ardon et les remparts Sud.
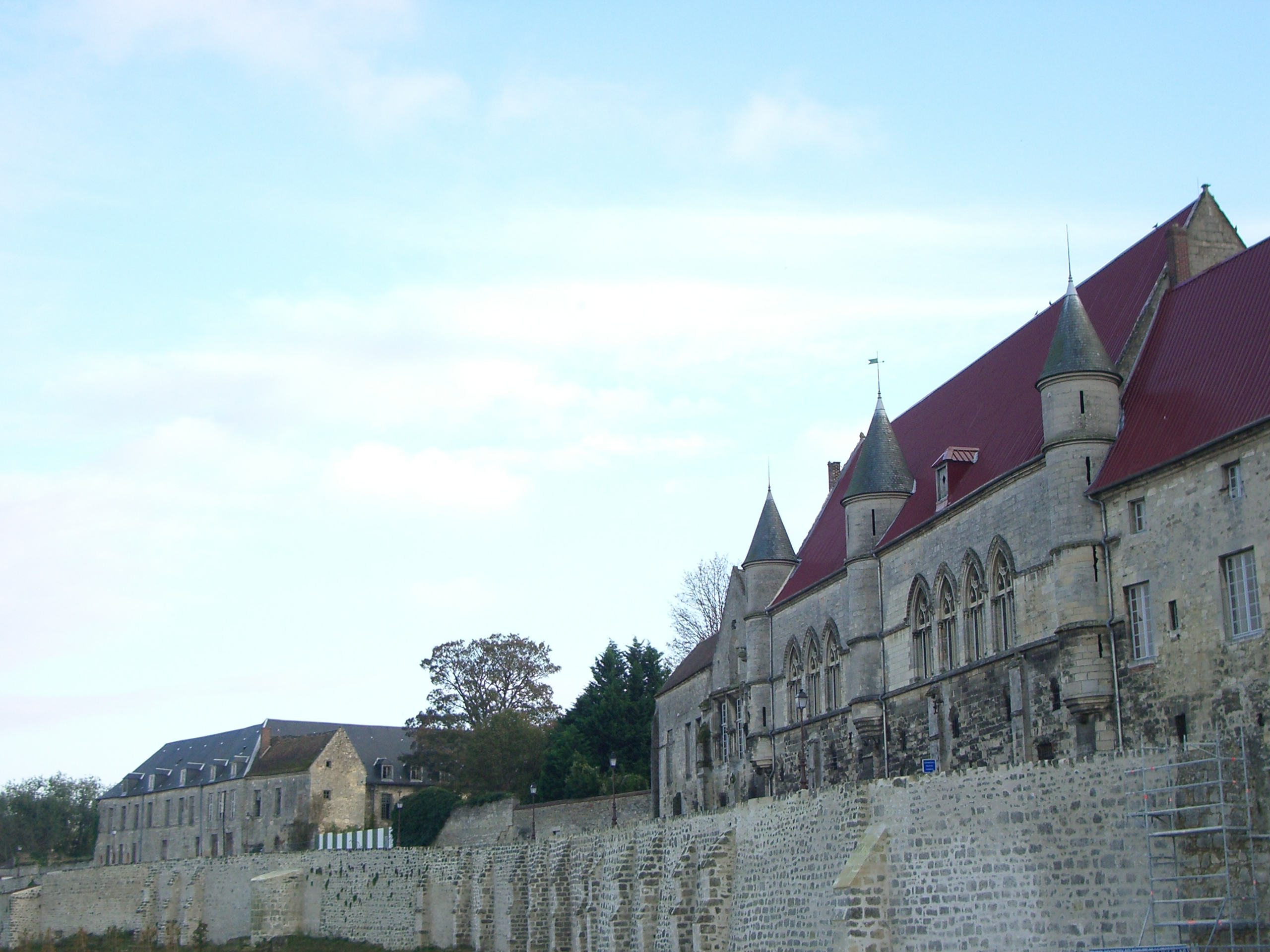
Le palais de justice et les remparts Nord.

#### Guerre de Cent Ans
Le roi Charles VI dit le Fol avait pour médecin Guillaume de Harcigny qui habitait à Laon. Voici ce qu'en disait le chroniqueur Jean Froissart : « En ce temps là, avoit un très vaillant et sage médecin au royaume de France : et n'y avoit point son pareil nulle part. Icelui [Guillaume de Harcigny] demeuroit, pour ce temps, en la Cité de Laon ».
En 1358, l'évêque de Laon, Robert Le Coq, conspire avec quelques habitants pour livrer la ville aux Navarrais, la conspiration est découverte et les complices de Robert Le Coq, qui s'est enfui, sont décapités.
En 1359, les Anglais d'Édouard III, dévastent une partie de la ville mal fortifiée appelée la Villette. Ils mettent le feu à l'abbaye Saint-Vincent dont la riche bibliothèque part en fumée.
En juillet 1373, le fils d'Édouard III d'Angleterre, Jean de Gand, duc de Lancastre, assiège la ville mais il est contraint d'abandonner après avoir dévasté le faubourg de Vaux et plusieurs lieux environnants.
En septembre 1411, la ville, favorable aux Armagnacs, se rend à Jean sans Peur, duc de Bourgogne, après quelques jours de siège. Alors que Jean sans Peur était déclaré ennemi de l'État, le roi Charles VI lui reprend la ville en juin 1414. En 1418, elle retombe aux mains des Bourguignons. L'année suivante, Philippe le Bon, fils de Jean sans Peur, livre la ville aux Anglais qui la gardent jusqu'en 1429, au lendemain du sacre de Charles VII.
En mai 1471, par ses lettres patentes, Louis XI confirma les privilèges de l'Église de Laon.

### Époque moderne

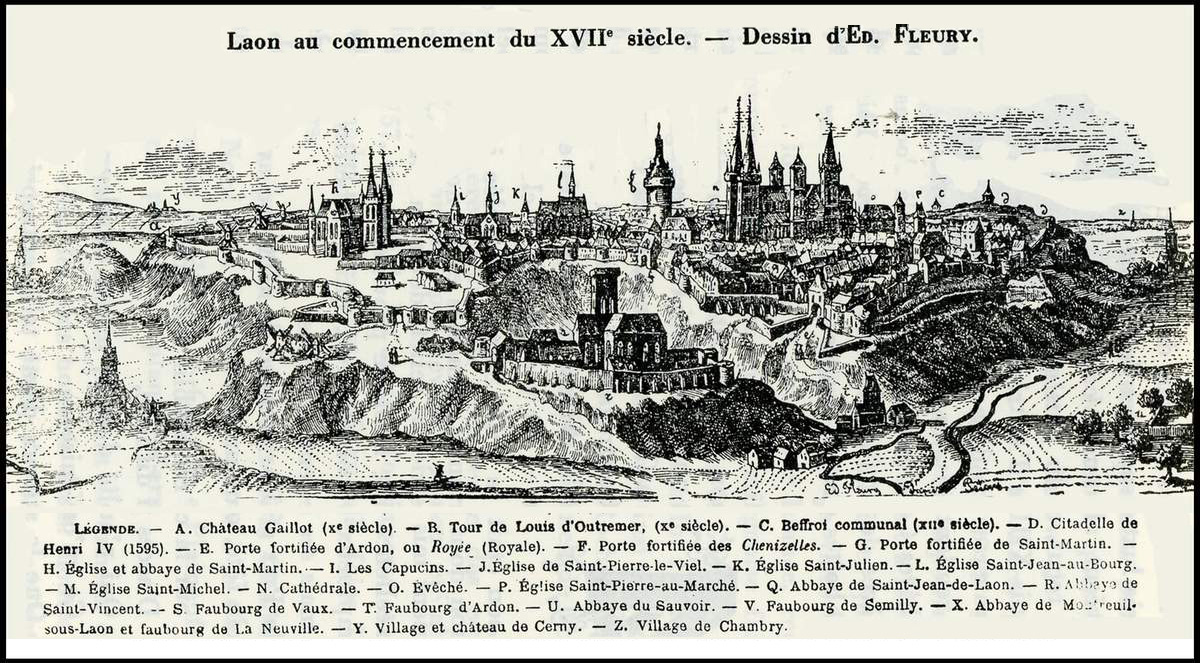
Laon au commencement du XVIIe siècle, gravure d'Édouard Fleury.

Pendant les guerres de Religion, la ville qui a pris le parti de la Ligue est assiégée. La garnison espagnole commandée par le capitaine Mansfeld capitule devant Henri IV le 22 juillet 1594. Au cours de ce siège, les Espagnols tentent de dégager la ville lors de la bataille de Cerny.
En 1596, le présidial est transféré à Soissons qui devient siège de la Généralité en 1599. Une citadelle est construite de 1595 à 1598 par l'architecte Jean Errard.
À cette époque, la ville se couvre de nouveaux bâtiments religieux ou profanes. Jouxtant les hôtels particuliers de la Cité s'élèvent alors les maisons plus modestes du Bourg. Les XVIe et XVIIe siècles voient ainsi se développer une architecture semi-privée de maisons étroites mais profondes, organisées autour de cours intérieures et élevées sur plusieurs niveaux de caves. Certaines possèdent des puits. Alors que partout en France triomphe l'architecture baroque de l'ostentation et du trompe-l'œil, le goût laonnois préfère une austérité calculée pour ses demeures privées où le raffinement extrême et la virtuosité des artisans se nichent dans les équilibres des cheminées de bois et de stucs, les balustres d'escaliers de bois ou les sombres boiseries sans ornements. Peu de ces témoignages fragiles ont eu la chance de résister aux injures des guerres et des hommes. Quelques maisons cependant, comme celle du 10, rue Saint-Cyr, préservent encore ces élégances cachées.
Le 18 septembre 1692, la ville est secouée par un tremblement de terre. Des secousses furent aussi ressenties le 18 février et le 30 avril 1756.

### Époque contemporaine

#### Révolution française
À la Révolution française, Laon retrouve sa prééminence en devenant chef-lieu du département de l'Aisne. Ce choix s'explique par sa situation centrale dans ce nouveau territoire administratif, dont le découpage et l'établissement ont notamment été confiés à Jean Charles Joseph Hyacinthe de Sars, futur maire de Laon, par le roi Louis XVI en 1790. Le 20 mai 1790, par 411 voix contre 37 (pour Soissons), Laon devient donc le chef-lieu du département. La nouvelle administration s'installe dans l'ancienne abbaye Saint-Jean.

#### Premier Empire

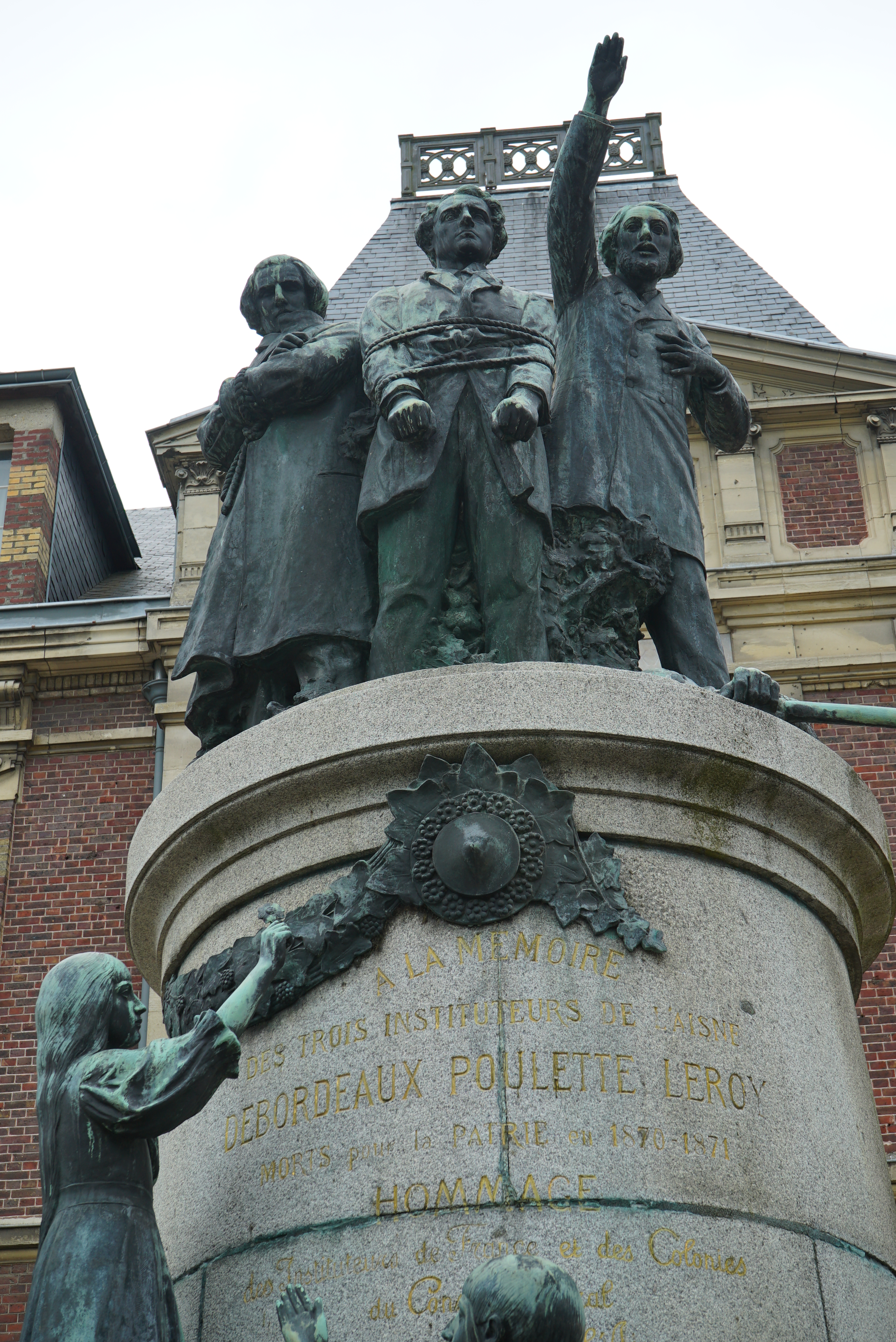
Jean Carlus, Monument aux trois instituteurs, fusillés à Laon pendant la guerre franco-allemande de 1870.

Lors de la bataille de Laon, à la fin de la campagne de France, Napoléon Ier subit une défaite face à l'armée de la Sixième Coalition.

#### Guerre de 1870-1871
Le 9 septembre 1870, lors de la guerre franco-allemande de 1870 qui scelle la fin du second Empire, alors que le duc de Mecklembourg et le général Charles-Louis Thérémin d'Hame vont signer la capitulation de la ville de Laon, le garde d'artillerie Henriot, par un acte de désespoir de voir livrer la ville à l'ennemi, met le feu à la poudrière. Cette explosion fit plusieurs centaines de victimes dont le général Thérémin d'Hame, mort des suites de ses blessures, ainsi que 132 soldats et officiers de la 7e compagnie de mobiles du canton de Rozoy-sur-Serre du 3e bataillon de la garde nationale mobile de l'Aisne, des artilleurs de la garde mobile de l'Aisne et une partie de l'armée prussienne dont le duc de Mecklembourg qui fut légèrement blessé. Les Allemands fusillèrent un certain nombre de Français dont trois instituteurs Aisnois, dont Jules Debordeaux, pour qui un monument fut érigé à Laon devant l'école normale en 1890. Il fut détruit par les allemands en 1917 puis recréé et inauguré à nouveau en 1929.

#### Belle époque
Le 25 juin 1914, une société savante est fondée à Laon : la Société historique de Haute-Picardie.

#### Première Guerre mondiale

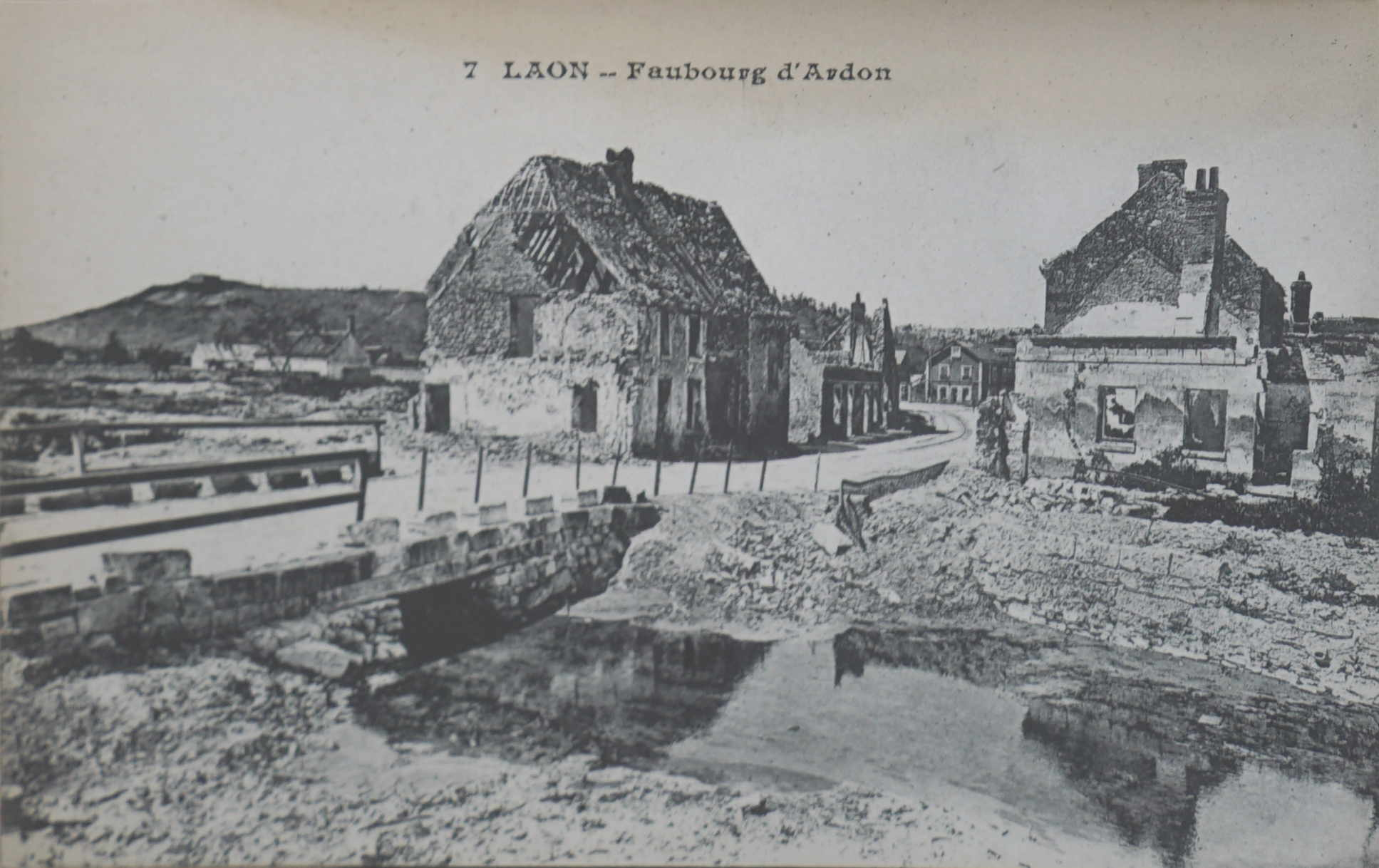
Faubourg d'Ardon après les bombardements de la Première Guerre mondiale.
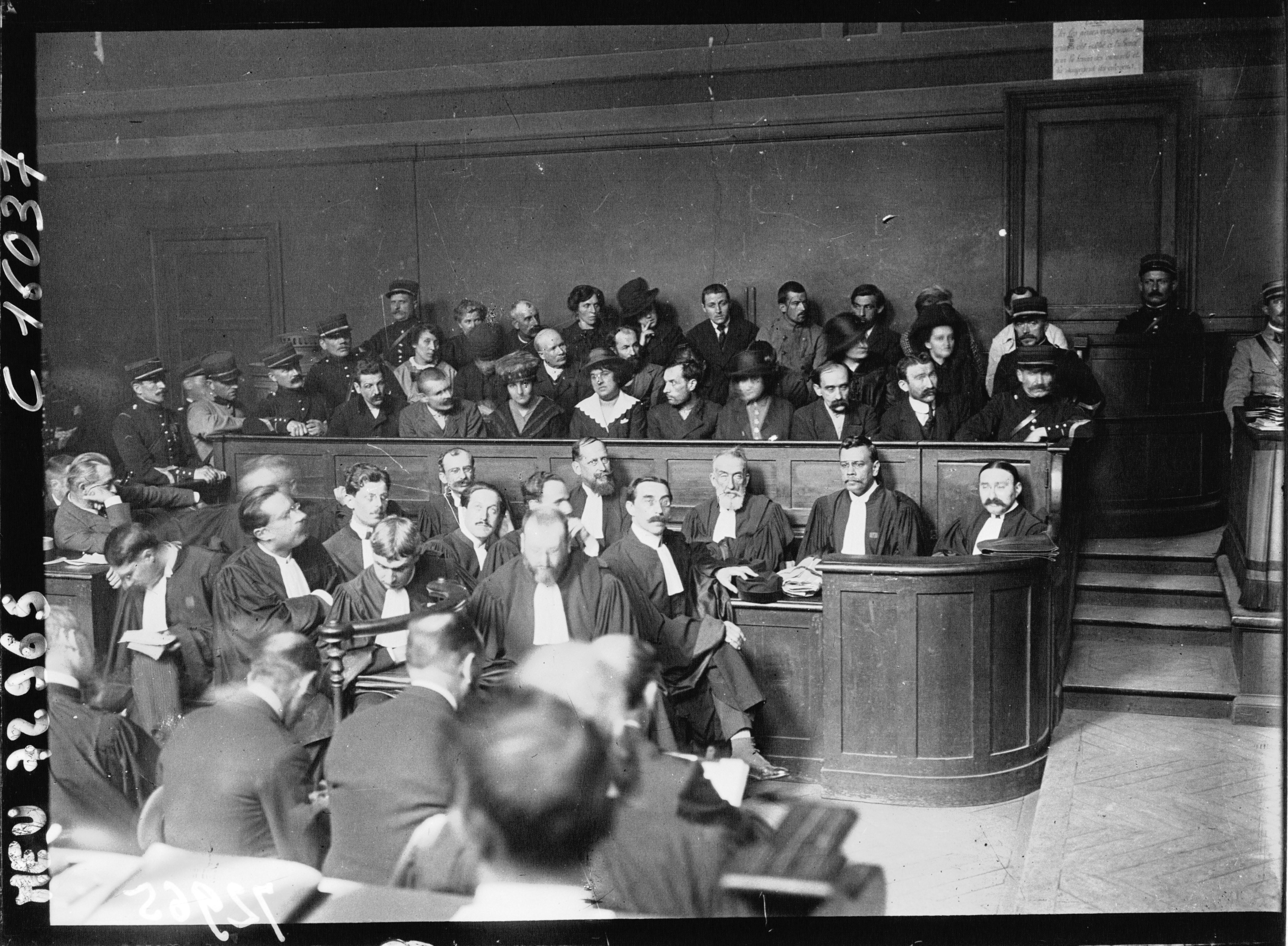
L'affaire Thomas et Tocqué au Conseil de Guerre, aussi appelée affaire des dénonciateurs de Laon en 1919.

Au début de la Première Guerre mondiale, le 29 août 1914, la 5e armée française établit son QG dans la commune.
Laon tombe le 2 septembre, et reste jusqu'à la fin de la guerre un des principaux points d'appui allemands, l'un des plus proches de Paris.
Le 13 octobre 1918, la 10e armée française, commandée par le général Mangin, libère Laon.
Il en reste deux grands cimetières allemands au Champ de manœuvre et à Bousson.

#### Entre-deux-guerres
Pendant l'hiver 1936-1937, enseigne au lycée de Laon, un professeur appelé à une grande renommée : Jean-Paul Sartre.

#### XXIesiècle
Au 1er janvier 2016, la région Picardie, à laquelle appartenait le département de l'Aisne, dont Laon est la préfecture, fusionne avec la région Nord-Pas-de-Calais pour devenir la nouvelle région administrative Hauts-de-France.

## Politique et administration

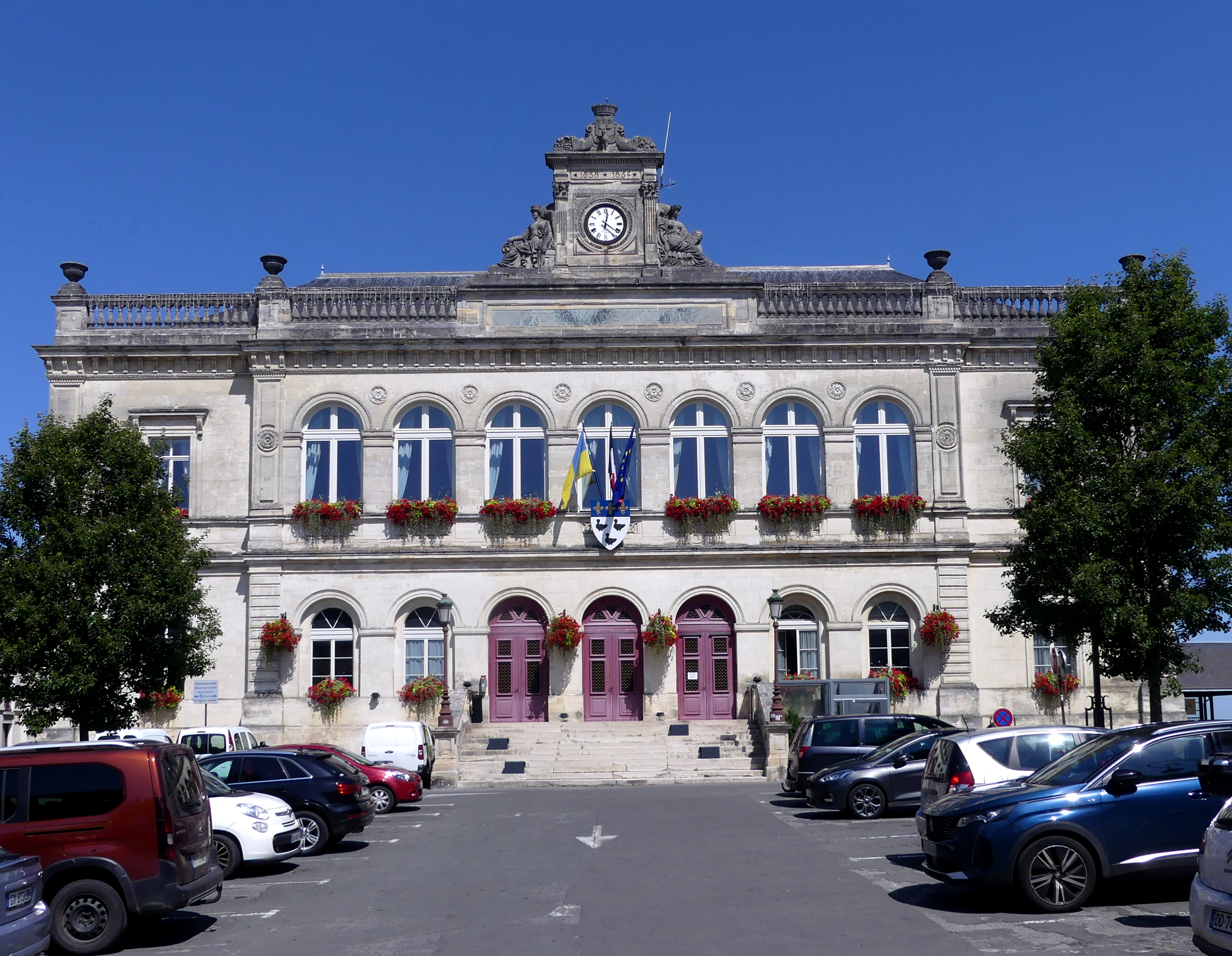
L'hôtel de ville de Laon en 2024.

### Rattachements administratifs et électoraux
La commune est le chef-lieu du département de l'Aisne et de l'arrondissement de Laon. Pour l'élection des députés, depuis 1958, elle fait partie de la première circonscription de l'Aisne.
Elle était le chef-lieu de 1790 à 1973 du canton de Laon, année où celui-ci est scindé entre le canton de Laon-Nord et le canton de Laon-Sud et la commune répartie entre ceux-ci. Dans le cadre du redécoupage cantonal de 2014 en France, la commune devient le bureau centralisateur des cantons de Laon-1 et canton de Laon-2.

### Intercommunalité
La ville était membre de la communauté de communes du Laonnois, créée le 31 décembre 1992.
Celle-ci s'est transformée en communauté d'agglomération le 1er janvier 2014 sous le nom de communauté d'agglomération du Pays de Laon, dont la ville est la commune principale.

### Tendances politiques et résultats

#### Récapitulatif de résultats électoraux récents
| Scrutin             | 1er tour | 1er tour | 1er tour | 1er tour | 1er tour | 1er tour | 1er tour | 1er tour | 1er tour | 1er tour | 1er tour | 1er tour | 2d tour        | 2d tour        | 2d tour        | 2d tour        | 2d tour        | 2d tour        | 2d tour        | 2d tour        | 2d tour        |
| Scrutin             | 1er      | 1er      | %        | 2e       | 2e       | %        | 3e       | 3e       | %        | 4e       | 4e       | %        | 1er            | 1er            | %              | 2e             | 2e             | %              | 3e             | 3e             | %              |
| ------------------- | -------- | -------- | -------- | -------- | -------- | -------- | -------- | -------- | -------- | -------- | -------- | -------- | -------------- | -------------- | -------------- | -------------- | -------------- | -------------- | -------------- | -------------- | -------------- |
| Municipales 2014    |          | UMP      | 58,80    |          | PS       | 25,75    |          | FG       | 6,60     |          | DVG      | 5,57     | Pas de 2d tour | Pas de 2d tour | Pas de 2d tour | Pas de 2d tour | Pas de 2d tour | Pas de 2d tour | Pas de 2d tour | Pas de 2d tour | Pas de 2d tour |
| Européennes 2014    |          | FN       | 28,91    |          | UMP      | 20,87    |          | PS       | 13,69    |          | UDI      | 8,71     | Tour unique    | Tour unique    | Tour unique    | Tour unique    | Tour unique    | Tour unique    | Tour unique    | Tour unique    | Tour unique    |
| Régionales 2015     |          | FN       | 33,22    |          | UMP      | 28,43    |          | PS       | 20,07    |          | EELV     | 6,01     |                | UMP            | 62,64          |                | FN             | 37,36          | Pas de 3e      | Pas de 3e      | Pas de 3e      |
| Présidentielle 2017 |          | FN       | 28,84    |          | EM       | 21,66    |          | LFI      | 19,49    |          | LR       | 15,68    |                | LREM           | 57,66          |                | FN             | 42,34          | Pas de 3e      | Pas de 3e      | Pas de 3e      |
| Législatives 2017   |          | EM       | 30,39    |          | PS       | 19,89    |          | FN       | 18,38    |          | LR       | 15,11    |                | LREM           | 64,06          |                | FN             | 35,94          | Pas de 3e      | Pas de 3e      | Pas de 3e      |
| Européennes 2019    |          | RN       | 32,09    |          | LREM     | 18,08    |          | EELV     | 11,90    |          | LR       | 6,71     | Tour unique    | Tour unique    | Tour unique    | Tour unique    | Tour unique    | Tour unique    | Tour unique    | Tour unique    | Tour unique    |
| Municipales 2020    |          | UDI      | 61,55    |          | PS       | 25,08    |          | RN       | 9,77     |          | LO       | 2,04     | Pas de 2d tour | Pas de 2d tour | Pas de 2d tour | Pas de 2d tour | Pas de 2d tour | Pas de 2d tour | Pas de 2d tour | Pas de 2d tour | Pas de 2d tour |
| Présidentielle 2022 |          | RN       | 32,59    |          | EM       | 24,70    |          | LFI      | 19,23    |          | EELV     | 4,58     |                | RN             | 52,22          |                | LREM           | 47,78          | Pas de 3e      | Pas de 3e      | Pas de 3e      |

### Liste des maires
| Période       | Période         | Identité           | Étiquette         | Qualité |
| ------------- | --------------- | ------------------ | ----------------- | --- |
| 1944          | 1965            | Marcel Levindrey   | SFIO              | Rédacteur dans une compagnie d'assurances sociales Député de l'Aisne (1946 → 1958) Conseiller général de Laon (1937 → 1940 et 1945 → 1970) Président du conseil général de l'Aisne (1945 → 1948) |
| 1965          | 1977            | Guy Sabatier       | UNR-RPR           | Avocat Député de l'Aisne (1962 → 1973) Conseiller général de Laon-Nord (1973 → 1979) |
| 1977          | 1983            | Robert Aumont      | PS                | Député de l'Aisne (1973 → 1986) Conseiller général de Laon (1970 → 1973) Conseiller général de Laon-Sud (1973 → 1982)                                                                            |
| 1983          | 1989            | René Dosière       | PS                | Député de l'Aisne (1988 → 1993 et 1997 → 2017) Président du conseil régional de Picardie (1981 → 1983) Conseiller général de Laon-Sud (1993 → 2008)                                              |
| 1989          | 2001            | Jean-Claude Lamant | RPR               | Député de l'Aisne (1986 → 1988 et 1993 → 1997) Conseiller général de Laon-Sud (1982 → 1993) |
| mars 2001     | septembre 2017, | Antoine Lefèvre    | UMP-LR            | Chargé d'études à la Chambre d'agriculture de l'Aisne Sénateur de l'Aisne (2008 → ) Démissionnaire en raison de son mandat de sénateur                                                           |
| octobre 2017, | En cours        | Éric Delhaye       | UDI puis Horizons | Directeur général des services techniques de l'agglo du Soissonnais Président de la CA du Pays de Laon (2017→ ) Président de Valor'Aisne (? → ) Réélu pour le mandat 2020-2026.                  |

### Jumelages
| Ville | Ville      | Pays | Pays        | Période     |
| ----- | ---------- | ---- | ----------- | ----------- |
|       | Soltau     |      | Allemagne   | depuis 1972 |
|       | Winchester |      | Royaume-Uni | depuis 1994 |

## Population et société

### Démographie

#### Évolution démographique
L'évolution du nombre d'habitants est connue à travers les recensements de la population effectués dans la commune depuis 1793. Pour les communes de plus de 10 000 habitants les recensements ont lieu chaque année à la suite d'une enquête par sondage auprès d'un échantillon d'adresses représentant 8 % de leurs logements, contrairement aux autres communes qui ont un recensement réel tous les cinq ans,.

En 2022, la commune comptait 24 066 habitants, en évolution de −4,47 % par rapport à 2016 (Aisne : −1,97 %, France hors Mayotte : +2,11 %).
| 1793  | 1800  | 1806  | 1821  | 1831  | 1836  | 1841  | 1846  | 1851   |
| ----- | ----- | ----- | ----- | ----- | ----- | ----- | ----- | ------ |
| 7 500 | 6 691 | 6 976 | 6 837 | 8 400 | 8 230 | 9 406 | 9 809 | 10 098 |

| 1856  | 1861   | 1866   | 1872   | 1876   | 1881   | 1886   | 1891   | 1896   |
| ----- | ------ | ------ | ------ | ------ | ------ | ------ | ------ | ------ |
| 8 199 | 10 090 | 10 268 | 10 365 | 12 139 | 12 623 | 13 677 | 14 129 | 14 625 |

| 1901   | 1906   | 1911   | 1921   | 1926   | 1931   | 1936   | 1946   | 1954   |
| ------ | ------ | ------ | ------ | ------ | ------ | ------ | ------ | ------ |
| 15 434 | 15 288 | 16 262 | 18 904 | 19 402 | 19 125 | 20 254 | 17 401 | 21 931 |

| 1962   | 1968   | 1975   | 1982   | 1990   | 1999   | 2006   | 2011   | 2016   |
| ------ | ------ | ------ | ------ | ------ | ------ | ------ | ------ | ------ |
| 25 078 | 26 316 | 27 914 | 26 682 | 26 490 | 26 265 | 26 522 | 25 745 | 25 193 |

| 2021   | 2022   | - | - | - | - | - | - | - |
| ------ | ------ | - | - | - | - | - | - | - |
| 24 021 | 24 066 | - | - | - | - | - | - | - |

#### Pyramide des âges
En 2021, le taux de personnes d'un âge inférieur à 30 ans s'élève à 37,6 %, soit au-dessus de la moyenne départementale (34,5 %). À l'inverse, le taux de personnes d'âge supérieur à 60 ans est de 26,2 % la même année, alors qu'il est de 27,8 % au niveau départemental.
En 2021, la commune comptait 11 567 hommes pour 12 454 femmes, soit un taux de 51,85 % de femmes, légèrement supérieur au taux départemental (51,17 %).
Les pyramides des âges de la commune et du département s'établissent comme suit :
| Hommes | Classe d’âge | Femmes |
| ------ | ------------ | ------ |
| 0,6    | 90 ou +      | 2,3    |
| 5,6    | 75-89 ans    | 9,5    |
| 14,9   | 60-74 ans    | 19,3   |
| 18,1   | 45-59 ans    | 17,8   |
| 19,9   | 30-44 ans    | 16,4   |
| 22,4   | 15-29 ans    | 18,6   |
| 18,5   | 0-14 ans     | 16,0   |

| Hommes | Classe d’âge | Femmes |
| ------ | ------------ | ------ |
| 0,7    | 90 ou +      | 1,9    |
| 6,7    | 75-89 ans    | 9,5    |
| 18,1   | 60-74 ans    | 18,8   |
| 20,2   | 45-59 ans    | 19,6   |
| 18,1   | 30-44 ans    | 17,5   |
| 17,1   | 15-29 ans    | 15,2   |
| 19,2   | 0-14 ans     | 17,6   |

### Enseignement
Les établissements scolaires de Laon sont rattachés à l'académie d'Amiens.

#### Établissements scolaires
La commune dispose de onze écoles maternelles publiques (Ardon, Vaux, Champfleury, Anatole- France, Louise-Macault, La Cité, Saint-Exupéry, Hélène-Boucher, Ile-de-France, Jean-de-la Fontaine, Moulin-Roux), dix écoles élémentaires publiques (Ardon, Champfleury, Vaux, Anatole-France, Delaunay-Kergomard, Bois-de-Breuil, Louise-Macault, Saint-Exupéry, Ile-de-France). Trois collèges publics (Charlemagne, Jean-Mermoz, Les Frères-le Nain), et les lycées polyvalents Paul-Claudel et Pierre-Méchain ainsi que le lycée professionnel Julie-Daubié accueillent les élèves du secondaire.
La ville accueille également un établissement privé sous contrat, l'Institution primaire, collège et lycée La Providence.

#### Enseignement supérieur
L'enseignement supérieur à Laon est composé de :
- BTS Informatique de Gestion, BTS Commerce International, BTS Comptabilité et Gestion et BTS assistant de direction au lycée Paul-Claudel ;
- BTS Informatique Industrielle (IRIS) et BTS Conception de Produits Industriels au lycée Pierre-Méchain ;
- BTS Négociation et Relation Client, BTS Management des Unités Commerciales, Comptabilité et Gestion des Organisations et BTS Assistant de Gestion PME-PMI en alternance au Centre de formation apprenti CCI ;
- DUT Techniques de Commercialisation ;
- DUT Carrières Juridiques ;
- Institut national supérieur du professorat et de l'éducation ;
- Institut de formation en soins infirmiers (IFSI) ;
- APRADIS, école du secteur social (assistant de service social, éducateur spécialisé, moniteur éducateur, technicienne d'intervention social et familiale, etc.).

## Sports
- Durant le Tour de France 1938, une étape entre Reims et Laon est courue, ainsi qu'un contre-la-montre entre Laon et Saint-Quentin comptant pour la vingtième étape.
- Laon est élue Ville la plus sportive de Picardie en 2010 dans la catégorie communes de plus de 10 000 habitants.
- L'équipe de volley féminin évolue en Championnat d'élite.
- Il y a trois clubs de football à Laon : le FC Laon, l'ASPTT Laon et l'US Laon. Ce dernier s'est signalé en rencontrant, le 20 janvier 2007, le champion de France Lyon en seizième de finale de la Coupe de France. Malgré les quatre divisions d'écart, Laon a ouvert le score par Vincent Koffman, avant d'être défait 3 buts à 1.
- Laon possède un champ de course, l'hippodrome d'Ardon.
- Chaque année, en novembre, un challenge international d'escrime Senior Masculin, réunissant les meilleurs escrimeurs français et étrangers, est organisé à Laon.
- Le 8 février 2013, un match du Tournoi des six nations féminin contre le Pays de Galles avait lieu à Laon. L'équipe de France s'impose 32 à 0.
- Du 9 au 11 mai 2013, la ville de Laon a accueilli la finale de la Coupe de France de volley-ball en Juniors Masculin.

## Économie

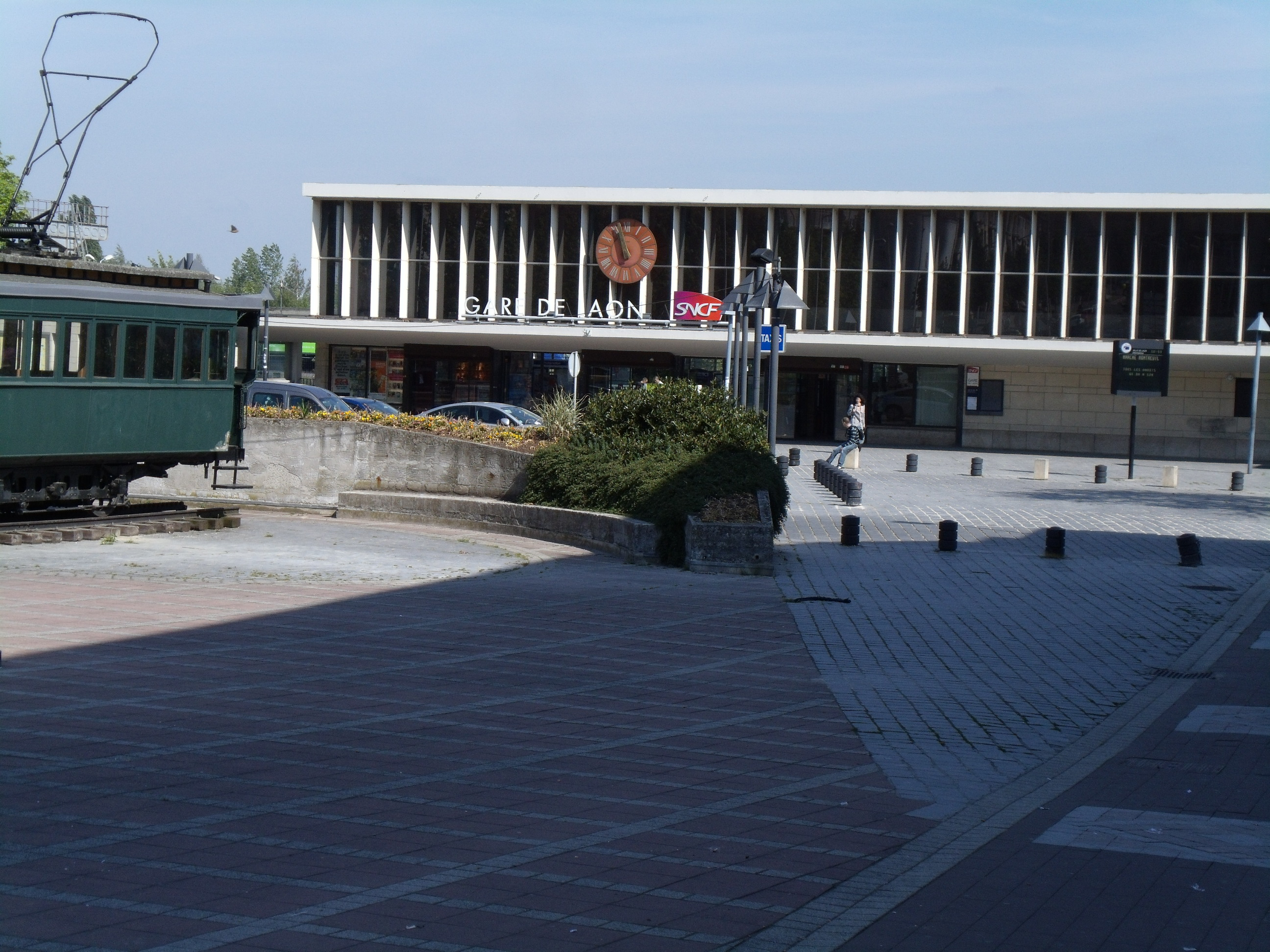
La place de la gare et le bâtiment voyageurs en 2011.

Laon possède un Centre consulaire de la chambre de commerce et d'industrie de l'Aisne au 3, rue des Minimes. Il gère le Centre des formations des apprentis (CFA) de Laon.
Préfecture de l'Aisne, de nombreux emplois administratifs sont implantés sur la ville : services de la préfecture, conseil départemental de l'Aisne, DDT, DDCS, Chambre d'agriculture, etc.
Une antenne de l'IUT-UPJV de Picardie est présente à Laon, ainsi que le pôle départemental de formation des professeurs : ESPE.

## Culture locale et patrimoine
Ville fleurie : deux fleurs attribuées en 2007 par le Conseil des Villes et Villages Fleuris de France au Concours des villes et villages fleuris.
La commune s'est vu attribuer le label « Ville et Métiers d'Art ».

### Lieux et monuments

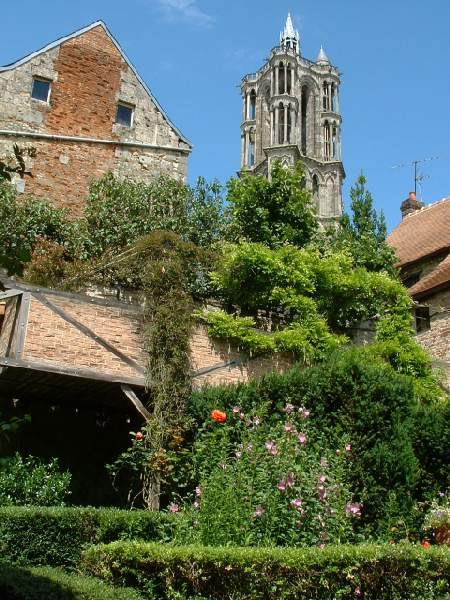
Ambiance fleurie du vieux Laon.

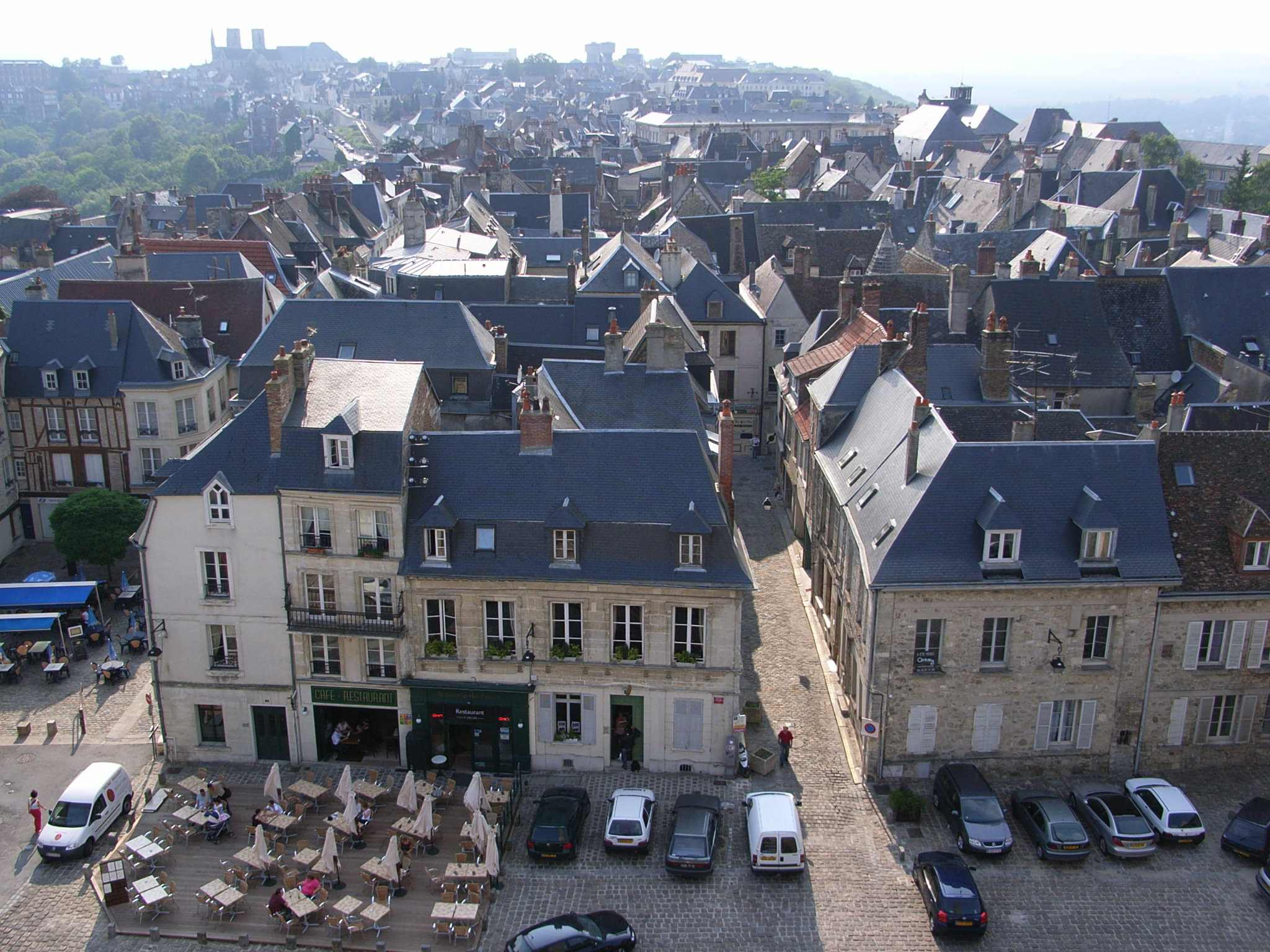
Vue du centre ancien de Laon.

Laon est classée ville d'art et d'histoire. Cela est pleinement justifié au regard du nombre de bâtiments et de sites remarquables de la commune, notamment sur la Montagne de Laon. Elle est surnommée La montagne couronnée. On compte, en 2008, 68 édifices classés au registre des Monuments historiques.
- Cathédrale Notre-Dame de Laon, de style gothique, domine la butte, la ville et ses remparts. D'une longueur de 110 mètres, elle servit de modèle à la cathédrale Notre-Dame de Chartres et à celle de Paris. Elle a été édifiée entre 1150 et 1180, c'est l'une des premières cathédrales gothiques, mais le chœur, trop petit dès 1200, est reconstruit au début du XIIIe siècle. Elle comprend notamment : quatre tours, campaniles ou clochers dont Villard de Honnecourt a dit qu'elles étaient les « plus belles du monde » ; une tour-lanterne ; des animaux sculptés grandeur nature — bœufs installés sur les étages des tours.

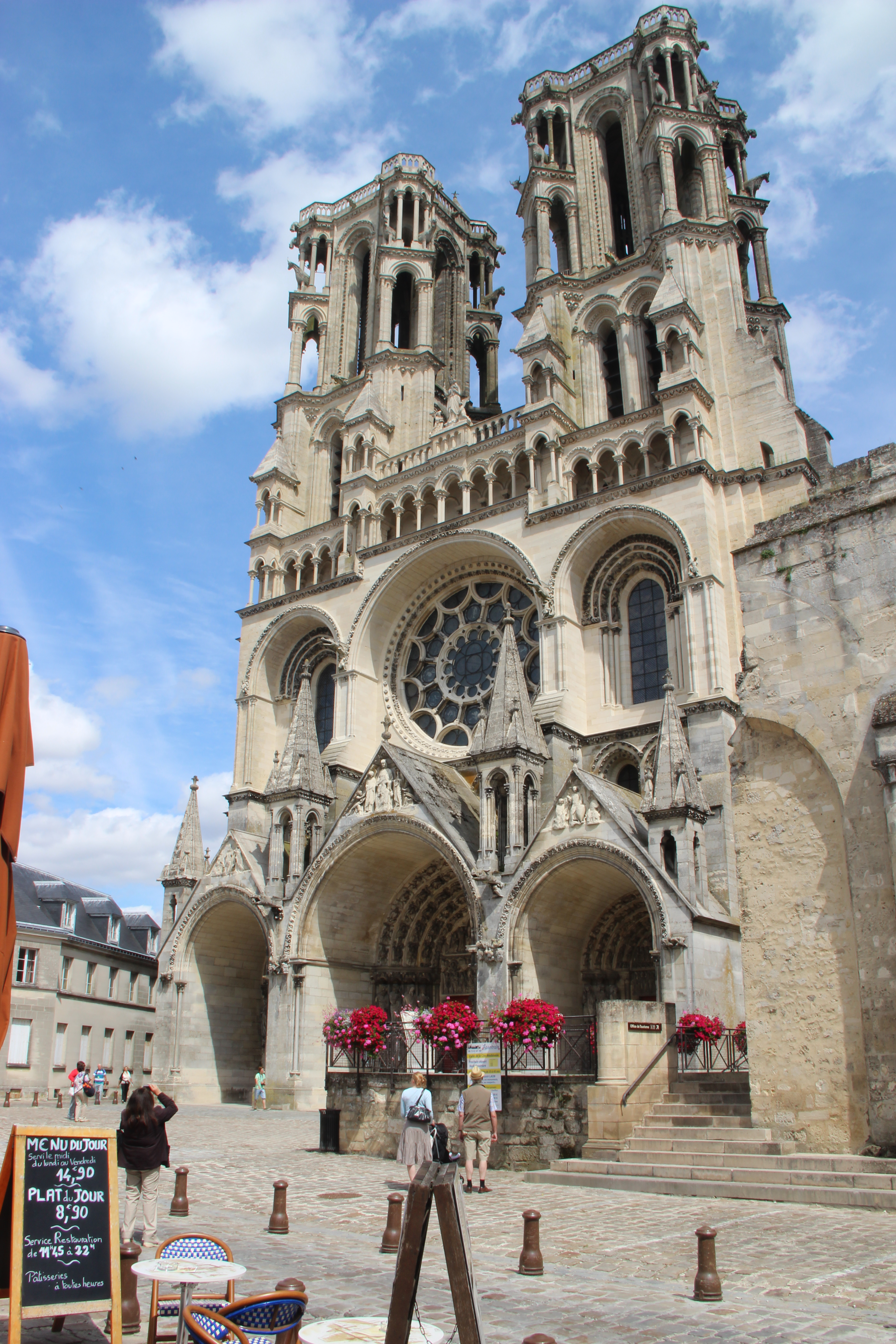
La cathédrale en 2012.
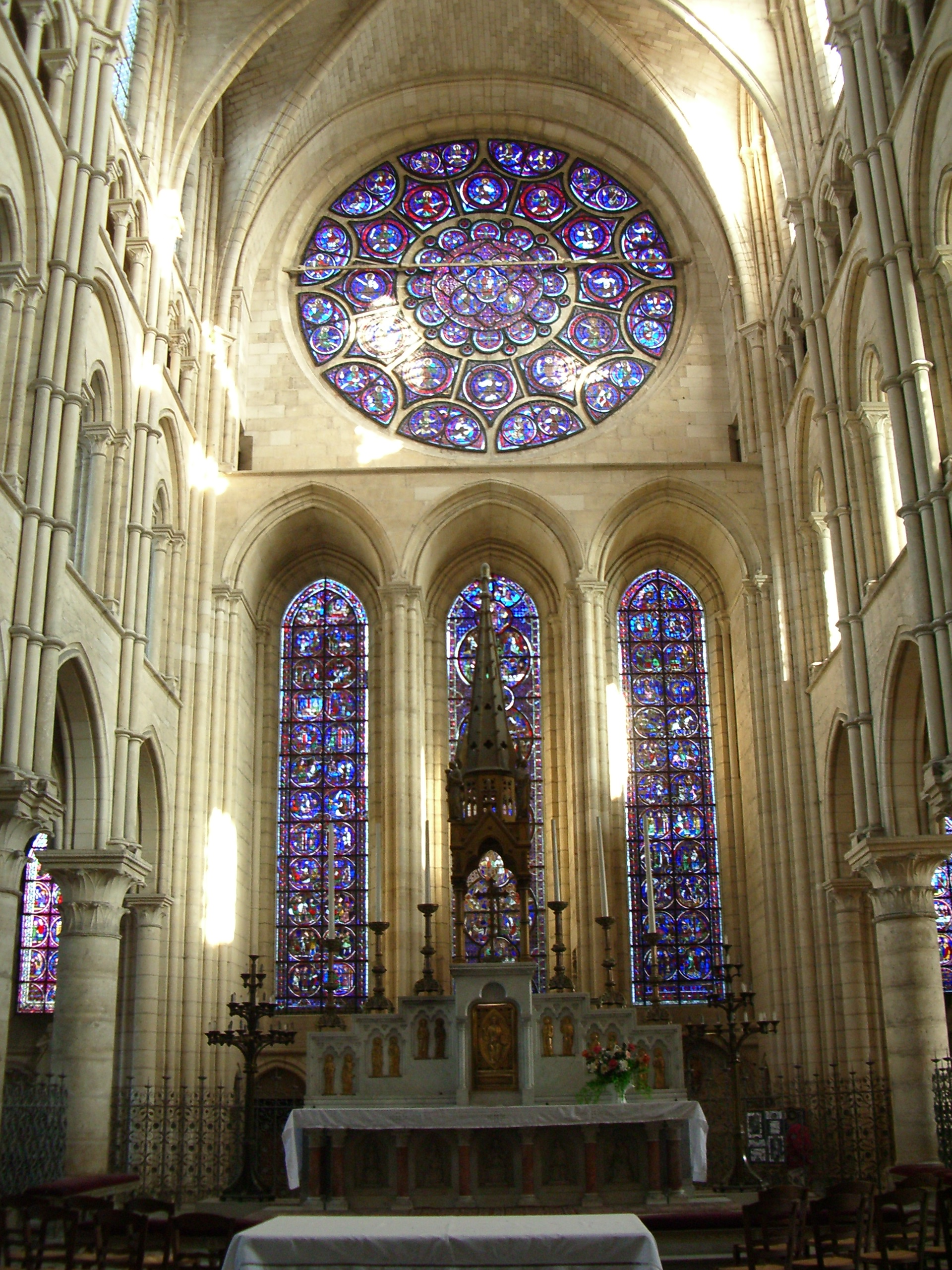
Autel et vitraux de la cathédrale.

- Place du Parvis Gaultier de Mortagne : palais épiscopal, datant des XIIe et XIIIe siècles, englobé dans l'actuel palais de justice[87]. Situé immédiatement au nord de la cathédrale, place Aubry et classé monument historique dès 1850, il abrite aujourd'hui le tribunal de grande instance de la ville. La grande salle de l'évêché (aujourd'hui salle de la cour d'assises) a des chapiteaux décorés remarquables, et comprend trois tourelles côté remparts et une galerie d'arcades côté cour. Deux chapelles superposées datent de la deuxième moitié du XIIe siècle.
- 1, place Aubry : l'ancien hôtel-Dieu, datant de la seconde moitié du XIIe siècle.
- 2, place Aubry : chapelle des Templiers, datant du XIIe siècle (en 1145, une bulle du pape Innocent II accorda aux disciples du Temple le droit de bâtir leurs propres chapelles). De manière inhabituelle, elle possède une nef octogonale et un clocher « peigne ». Elle est située dans l'enceinte du musée d'Art et d'Archéologie.
- 32, rue Georges Ermant : abbaye Saint-Vincent.
- Rue du Maréchal Alphonse-Juin : abbaye Saint-Jean.
- 2, rue Paul-Doumer : abbaye Saint-Martin.
- Rue Marcelin-Berthelot ; église abbatiale Saint-Martin, de l'ordre des Prémontrés, édifiée à la même époque que la cathédrale. Sa façade date environ de 1270. L'abbaye, fondée en 1124, vit son logis abbatial de 1620 transformé en hôtel-Dieu après la Révolution.
- Place Sœur Marie Catherine : église Saint-Martin-au-Parvis.
- Place du Parvis Gaultier de Mortagne : église Saint-Pierre-ès-Liens.
- Place de l'Église Ardon : église Saint-Jean-Baptiste.
- 25, rue Fernand-Thuillart : église Sainte-Elisabeth, datant du XVe siècle, restaurée à la suite de sa destruction partielle au XIXe siècle. L'église primitive du faubourg de Leuilly aurait été fondée par Charlemagne en 810.
- 15, place de Leuilly : église Saint-Marcel, datant de 1902. Elle remplace l'ancienne église Saint-Marcel, située auparavant 500 m plus loin, ayant été détruite lors de la Révolution.
- 118, rue Léon-Nanquette : église Notre-Dame-du-Sauvoir, érigée en 1969, en même temps que le quartier Champagne, au centre duquel elle se situe.
- Place du 8 mai 1945 : ancienne église Saint-Pierre-au-Marché.
- 6-8, rue Saint-Pierre au Marché : ancienne église collégiale Saint-Corneille-et-Saint-Cyprien, dont il subsiste un mur de la nef datant du début du XIIe siècle.
- 12, rue Georges-Ermant : ancienne église Saint-Rémy-au-Velours.
- 3, place de Général Leclerc : ancienne église Saint-Rémy-à-la-Porte-du-Cloître, située sur le parvis de la cathédrale, dont elle occupe sans doute l'emplacement du baptistère primitif[88].
- Place du Parvis Gaultier de Mortagne : vestiges de l'église Notre-Dame-la-Profonde, datant du XIIe siècle.
- 4, rue de l'Arquebuse : vestiges de l'église Saint-Jean du Bourg[89].
- 6, rue du Cloître Saint-Jean : chapelle de l'Hôpital général, construite en 1679.
- 32, rue du 13 Octobre : chapelle du collège des Frères Le Nain.
- 2, rue Pierre Curie : chapelle de l'ancienne abbaye de Montreuil.
- Place Jacques de Troyes : chapelle Saint-Christophe.
- 8 rue Romanette : vestiges de la chapelle Saint-Génebaud, qui était une chapelle à deux niveaux. Le premier niveau a été détruit au XIXe siècle, et le niveau inférieur (la crypte) a été partiellement détruite en 1944.
- 41 rue Kennedy : couvent des Dames de la Congrégation-Notre-Dame, construit entre 1624 et 1633 pour la congrégation Notre-Dame, vouée à l'enseignement des jeunes filles. Le couvent a fermé à la suite de la Révolution, et n'a rouvert qu'en 1808. En 1794, la chapelle fut transformée en corps de garde, puis en salle de vote. Le couvent servit ensuite de prison et devint en 1831 la maison de justice et d'arrêt, jusqu'en 1973. Le plan d'origine du couvent a été conservé dans son intégralité. L'église est orientée et à partir d'elle tous les bâtiments conventuels s'ordonnent autour du cloître[90].
- 1, rue de la Congrégation : couvent des Minimes, construit au XIIIe siècle à l'emplacement de l'ancien hôpital Saint-Nicolas-de-Cordelle, destiné à accueillir les écoliers sans ressources. En 1235, il est confié aux Augustins qui édifient le corps de bâtiment nord-est. L'église semble avoir été bâtie à partir de 1308, et précédée d'un porche en 1480. Les Minimes s'y installent en 1610 et restaurent l'église en ruine. Celle-ci est réaménagée en 1648 après un incendie. Les ailes sud-est et sud-ouest sont reconstruites ou fortement remaniées dans la seconde moitié du XVIIe siècle. En 1741 à eu lieu une réédification du portail monumental. L'escalier desservant l'aile sud est refait à la fin du XVIIIe siècle. En 1792, le couvent est vendu comme bien national. Le collège de la ville s'y installe de 1806 à 1883. L'armée l'occupe à partir de 1892[91].
- 44, rue Vinchon : prieuré du Val-des-Écoliers, datant des XVe et XVIIe siècles.
- 40, rue Vinchon : grand séminaire.
- 9, rue Saint-Pierre au Marché : temple protestant, construit en 1887.
- Rue de l'Arquebuse : église évangélique pentecôtiste.
- 10, impasse de la Mission : hôtel de ville, construit entre 1836 et 1838 sur l'emplacement de l'ancienne tour dite de Louis d'Outremer.
- Place de l'hôtel de ville : enceinte de Laon, avec ses portes et tours.
- Cimetière militaire allemand de Bousson.
- Cimetière militaire allemand du Champ de manœuvre.

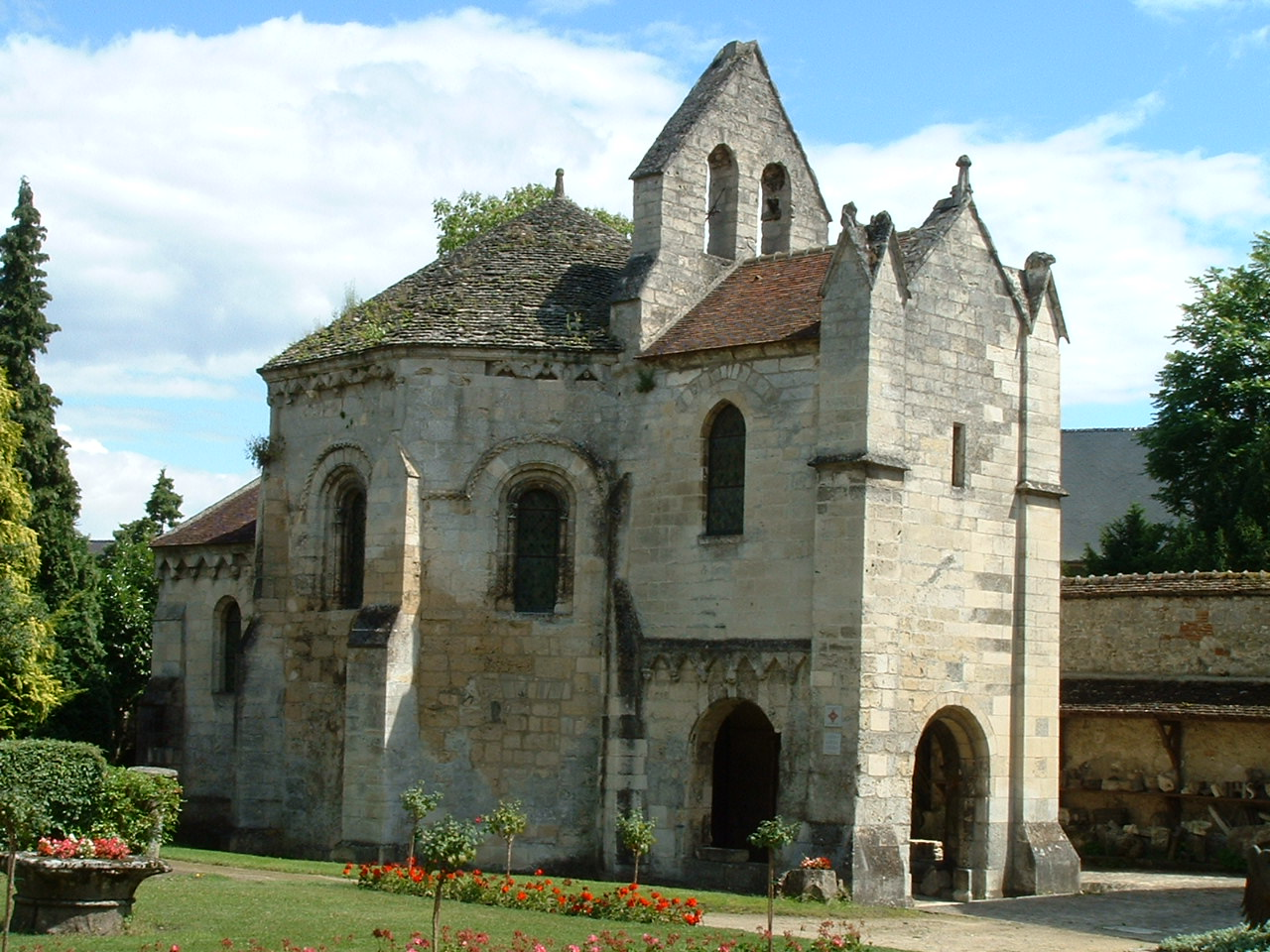
La chapelle des Templiers.
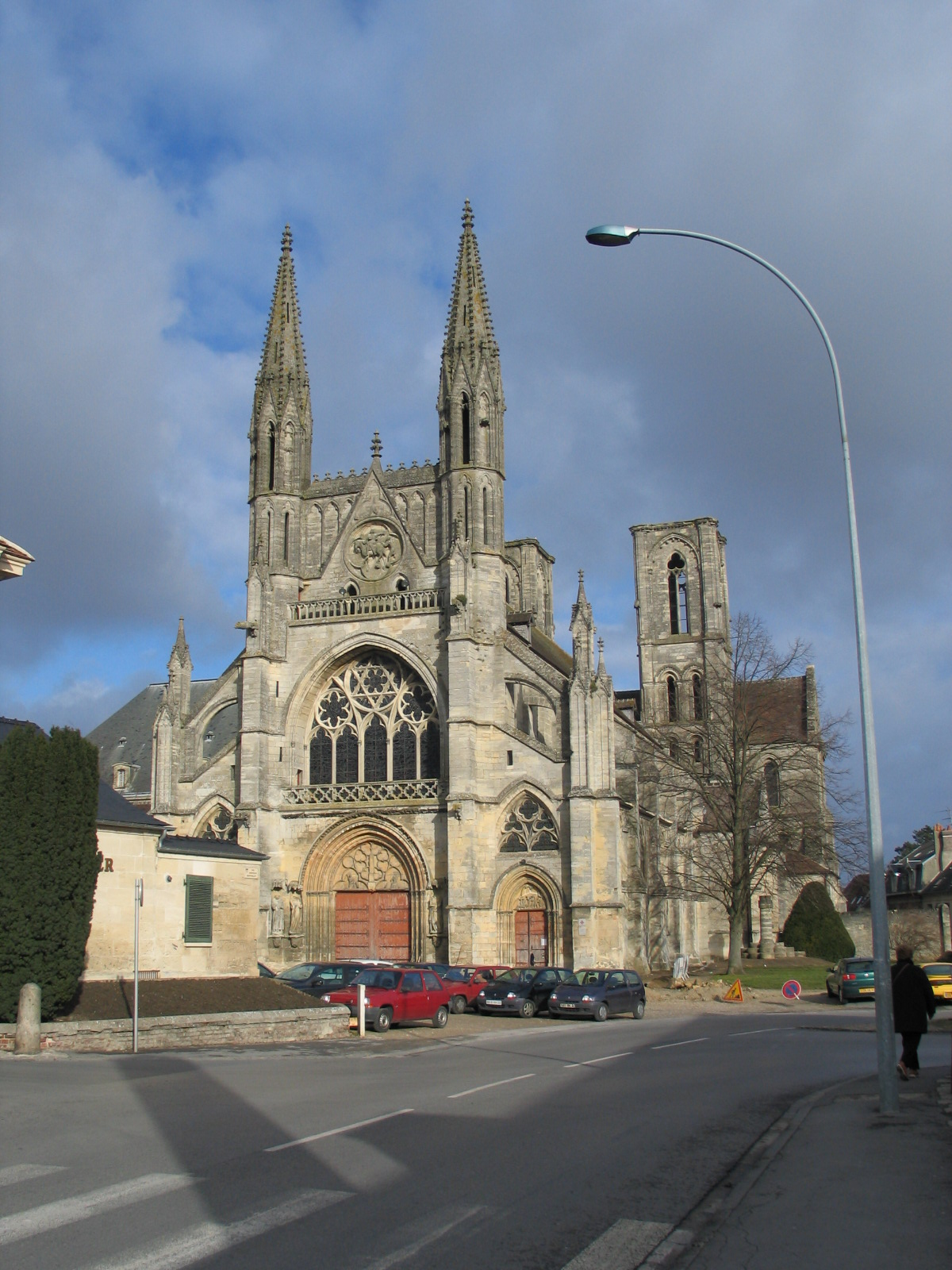
L'église Saint-Martin.
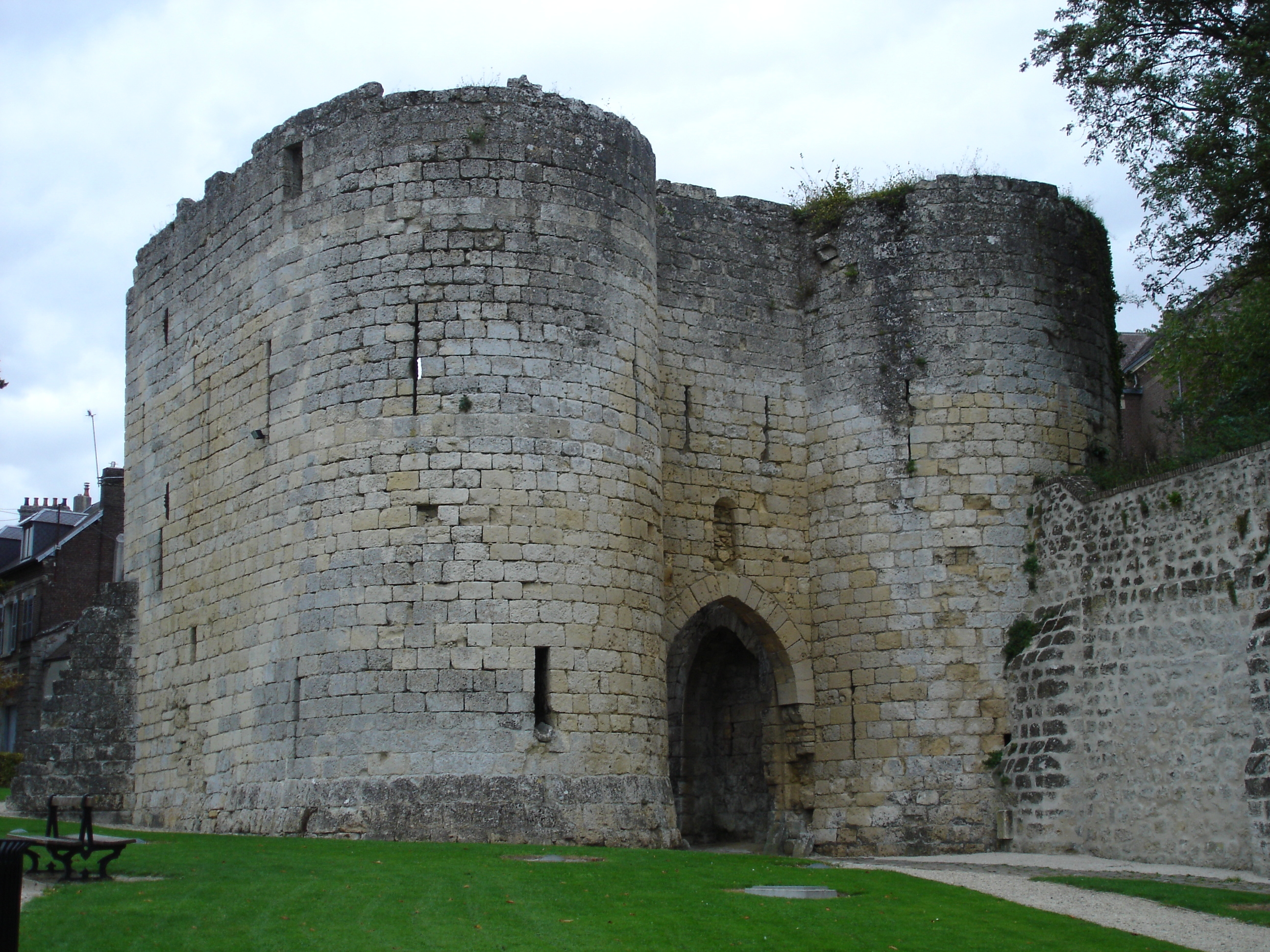
La porte de Soissons.
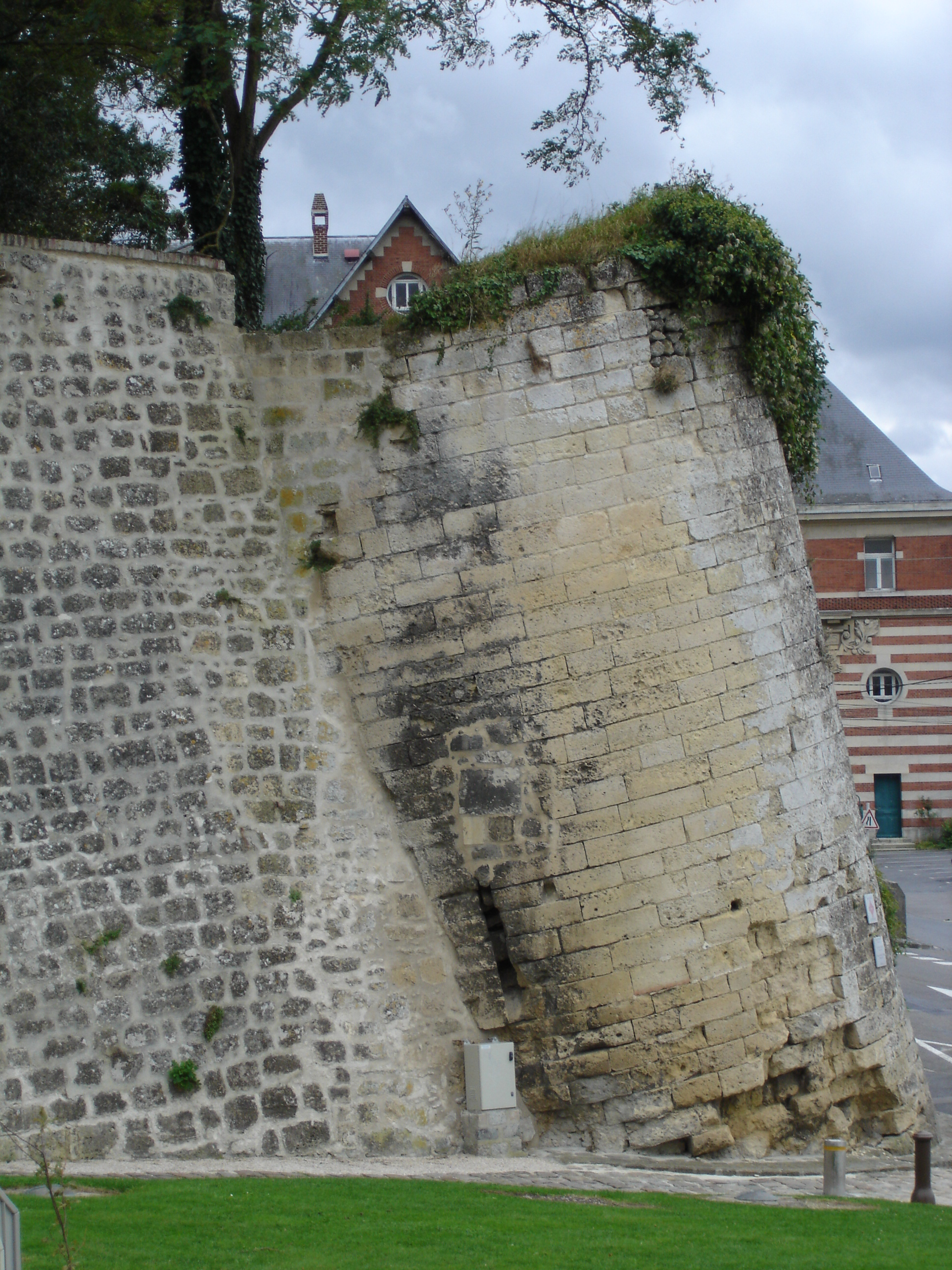
La tour penchée.
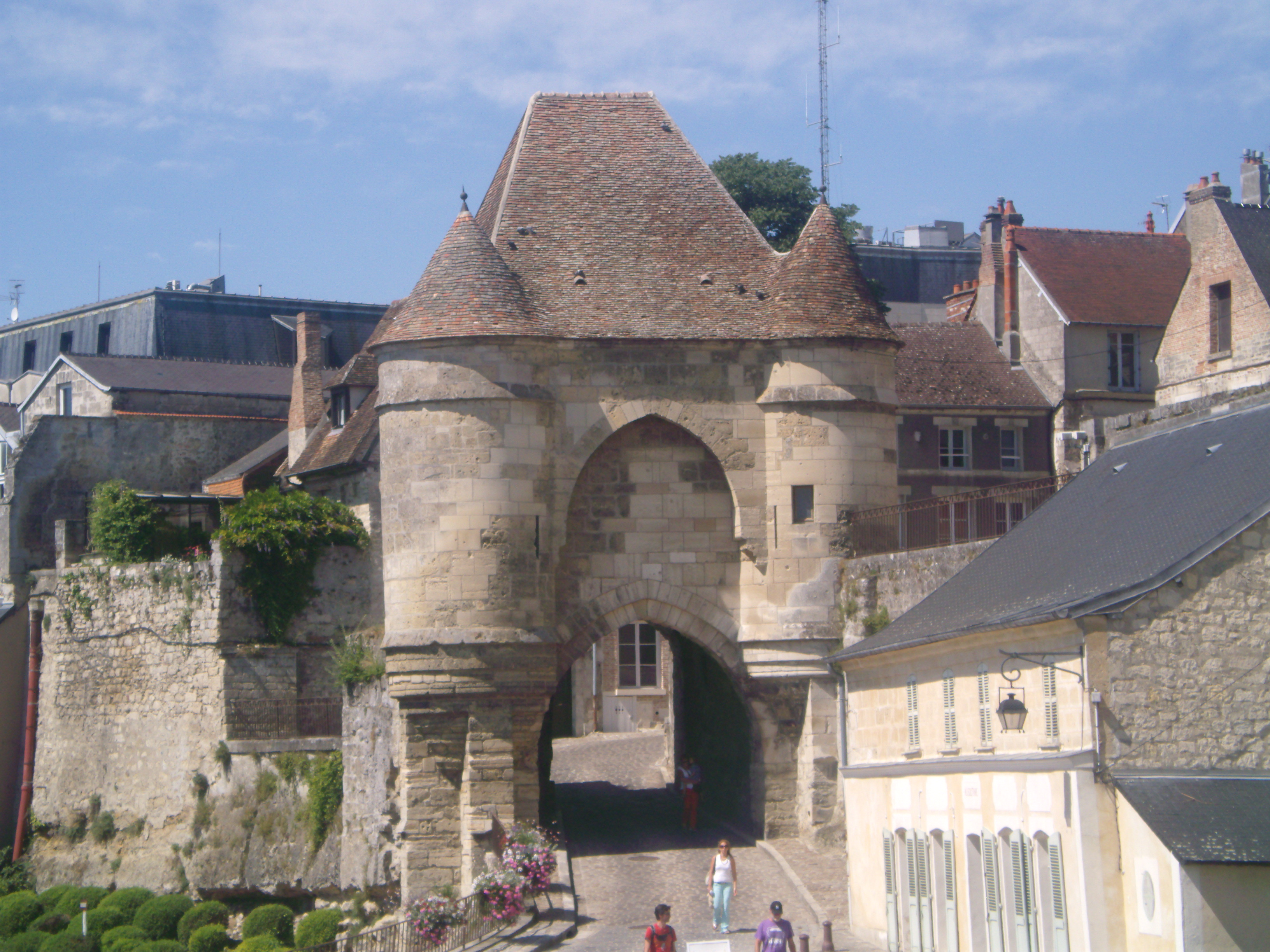
La porte d'Ardon.
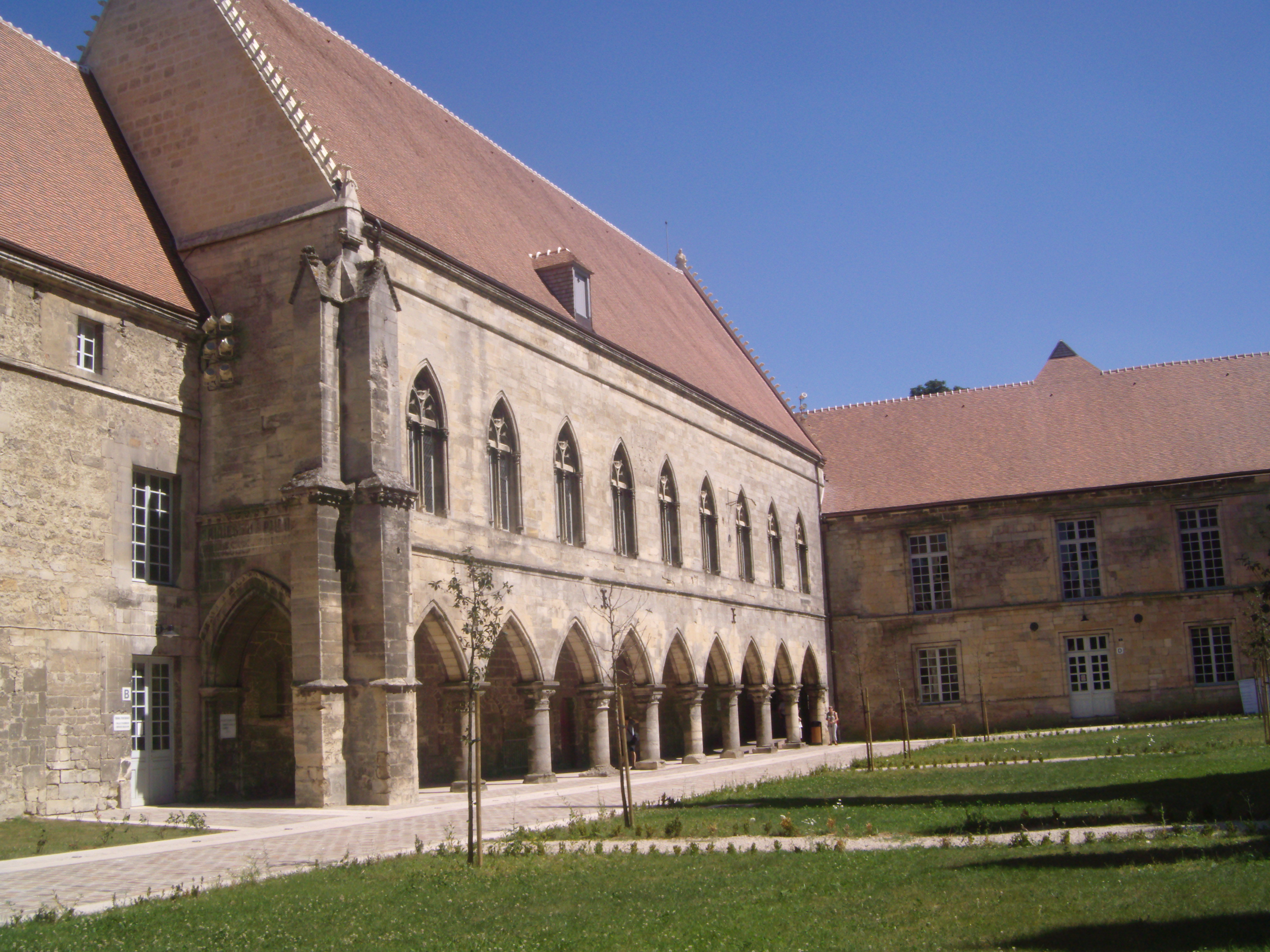
L'ancien palais épiscopal.
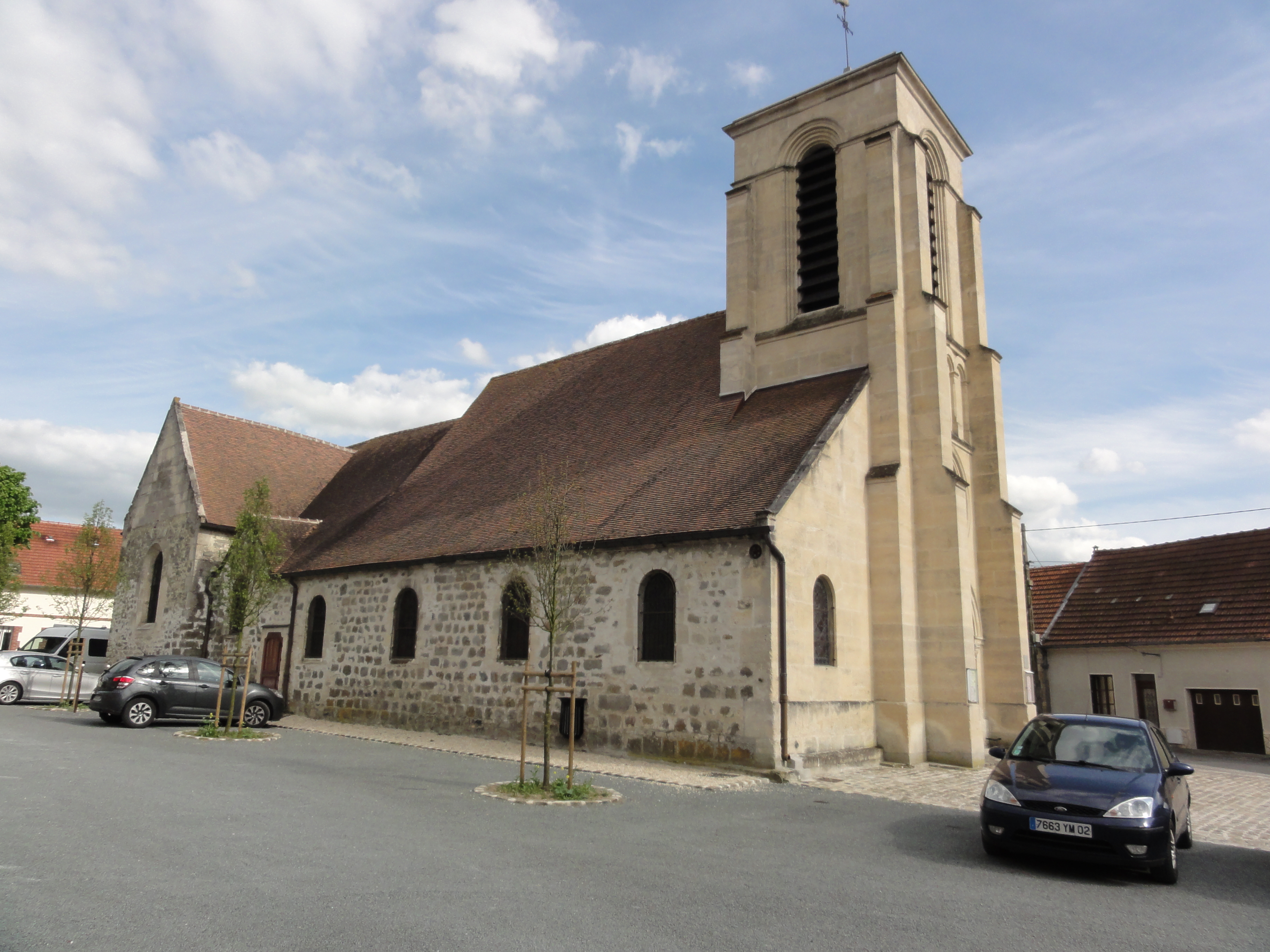
L'église Saint-Pierre-ès-Liens d'Ardon.

### Lieux et monuments disparus

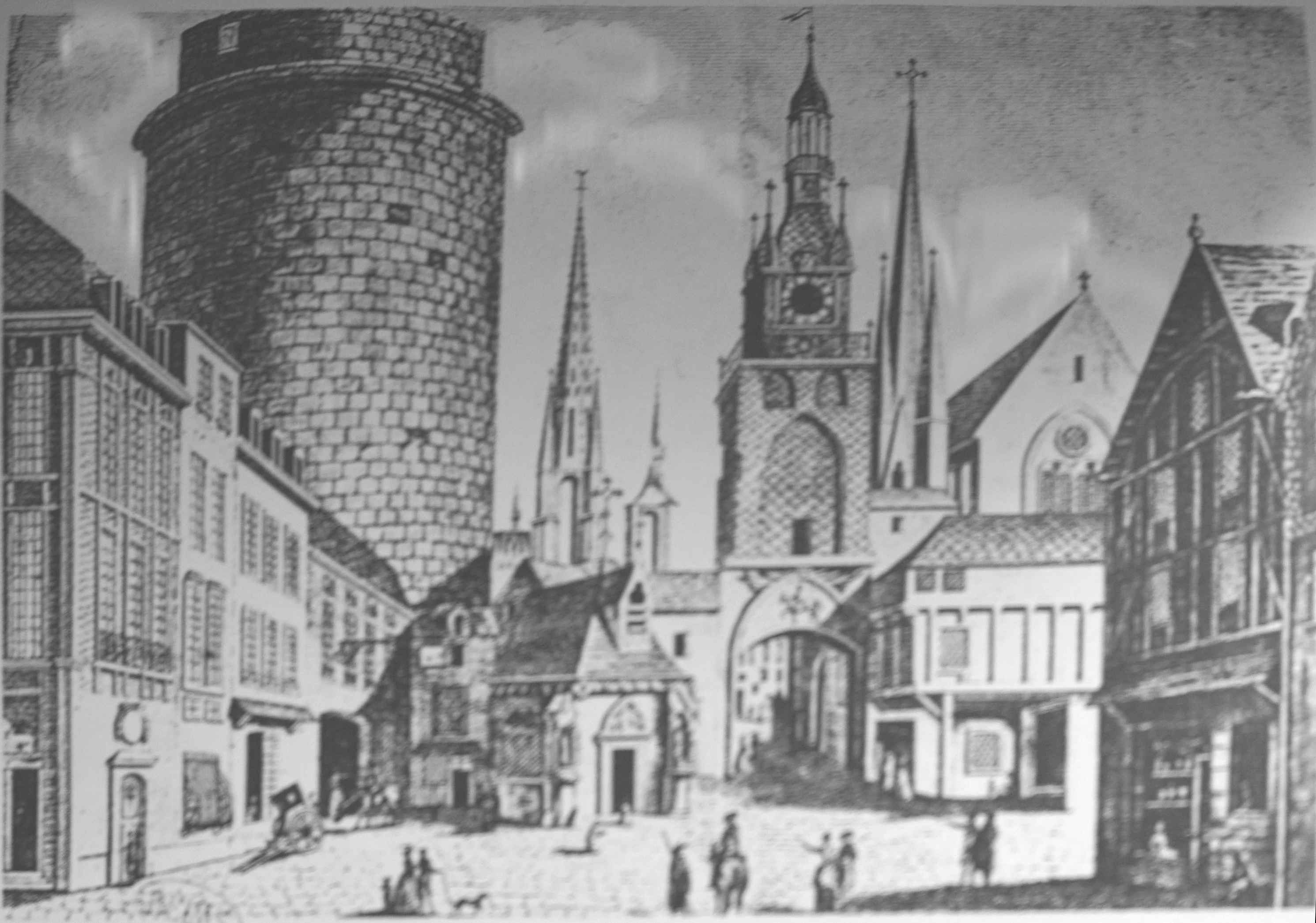
La place du bourg.

- Le quartier de Chevresson, détruit en 1596 sur ordre d'Henri IV, pour la construction de la citadelle de Laon[92], à l'exception du beffroi qui datait des XIe et XIIe siècles et qui fut démoli en 1878[93].
- La tour de Louis d'Outremer, qui était l'un des monuments les plus anciens du pays[94], avant sa destruction en 1831[95].

### Musées
- Musée d'Art et d'Archéologie de Laon.

### Festival des Arts Urbains
Ce festival, international, des arts urbains, créé en 2022, s'exprime chaque année sur les murs de lieux de vie dans différents quartiers de Laon. Il est répertorié par la Fédération des arts urbains,. En images.

### Personnalités liées à la commune
- Preuve de Laon, martyre du Ve ou VIe siècle.
- Saint Gobain (mort en 670).
- Baudouin de Laon (mort en 679), archidiacre de Laon.
- Anstrude de Laon (mort vers 688 ou 707), sainte et abbesse à Laon.
- Bertrade de Laon (720-783), mère de Charlemagne.
- Louis IV d'Outremer (920-954), roi de France (936-954) né dans les alentours de Laon et sacré le 19 juin 936 à Laon.
- Adalbéron dit Ascelin (947-1030), évêque de Laon sous le roi Lothaire.
- Lothaire (941-986), roi de France (954-986), né à Laon.
- Charles de Basse-Lotharingie (953-1001), frère du roi Lothaire, né à Laon.
- Bertolai de Laon (XIe siècle), trouvère picard, auteur de la chanson de geste Raoul de Cambrai.
- Anselme de Laon (1050-1117), théologien.
- Grégoire VIII (1100-1187), pape en 1187, fut moine puis chanoine régulier de l'abbaye Saint-Martin de Laon.
- Urbain IV (1195-1264), pape en 1261, fut chanoine et archidiacre de Laon pendant vingt ans.
- Nicolas III (1210-1280), cardinal puis pape en 1277, fut membre du chapitre de Laon.
- Guillaume d'Ercuis (1255-1315), prélat.
- Clément VI (1291-1352), pape en 1342, fut chanoine trésorier du chapitre de Laon.
- Robert Le Coq (1310-1373), évêque de Laon, député aux États généraux de 1356.
- Colart de Laon (1355-1417), peintre, né à Laon.
- Enguerrand Quarton (1415-1466), peintre.
- Jean Aubert (mort en 1650), professeur de grec au collège royal de France, né à Laon.
- Les frères Le Nain : Antoine (1588-1648), Louis (1595-1648), et Mathieu (1607-1677), nés à Bourguignon-sous-Montbavin, près de Laon, peintres.
- Nicolas Lebègue (1631-1702) compositeur, organiste et claveciniste, né à Laon.
- Jacques Marquette (1637-1675), missionnaire et découvreur du Mississippi avec Louis Jolliet, né à Laon.
- Jean Mathieu Philibert Sérurier (1742-1819), général de la Révolution, maréchal d'Empire, gouverneur des Invalides, pair de France, né à Laon.
- Jean Simon Berthélemy (1743-1811), peintre, né à Laon.
- Pierre Méchain (1744-1804), né à Laon, astronome à qui on doit la découverte de nombreuses comètes. Avec Jean-Baptiste Joseph Delambre, il mesure l'arc Dunkerque-Barcelone afin de déterminer précisément le mètre.
- Marie Nicolas Louis Marquette de Fleury (1748-1834), homme politique né à Laon, député de la Haute-Marne de 1802 à 1815.
- Jacques François Laurent Devisme (1749-1830), homme politique, député du tiers état aux États généraux de 1789.
- Claude Antoine Leleu de La Ville aux Bois (1750-1798), homme politique, député du tiers état aux États généraux de 1789, né et mort à Laon.
- Marie Jean-François Philbert Le Carlier d'Ardon (1752-1799), homme politique, député du département de l'Aisne, né à Laon.
- Armand-Constant Tellier (1755-1795), homme politique de la Révolution française, député du département de la Seine-et-Marne, né à Laon.
- Gabriel de Hédouville (1755-1825), général des armées de la République et de l'Empire.
- Louis Étienne Beffroy (1755-1825), homme politique, député de l'Aisne à la Convention nationale et au Conseil des Cinq-Cents, né à Laon.
- Théodore Charles de Hédouville (1767-1846), frère du précédent, militaire et diplomate des XVIIIe et XIXe siècles.
- Charles François Dulauloy (1761-1832), général des armées de la République et de l'Empire, né à Laon.
- André Simon L'Eleu-La-Simone (1767-1814), homme politique né à Laon, député de l'Aisne de 1807 à 1814.
- Jean Charles Louis Le Carlier de Colligis (1767-1836), homme politique né et décédé à Laon, député de l'Aisne de 1823 à 1827.
- Jacques-Alexandre de Signier (1768-1850), officier de l'armée de Condé, maire de Laon.
- Marie-Charles-Henri-Philbert Le Carlier d'Ardon (1778-1860), homme politique, maire de Laon, conseiller général et député de l'Aisne en 1815, né à Laon.
- Alexandre-Fidèle-Armand de Signier (1784-1860), chevalier de Malte, châtelain de Chaillevois.
- Pierre Wattier, comte de Saint-Alphonse (1770-1846) général et écuyer de Napoléon Ier, né à Laon.
- Marie-Charles-Henri-Philbert Le Carlier d'Ardon, (1778, Laon - 1860, Presles), député de l'Aisne.
- Arsène Tirion (1789-1854), homme politique, né à Laon.
- Hippolyte Lavoignat (1813-1896), graveur et peintre, né à Laon.
- Victor Forquenot de La Fortelle (1817-1895), né à Laon, Ingénieur des Arts et Manufactures, ingénieur en chef à la Compagnie du chemin de fer de Paris à Orléans.
- Champfleury (1821-1889), écrivain, né à Laon.
- Paul Marguerite de La Charlonie (1844-1921), collectionneur d'antiques, mort à Laon. Sa collection est conservée au musée d'art et d'archéologie de Laon.
- Georges Ermant (1852-1935), architecte, homme politique, député de l'Aisne de 1897 à 1904, né et mort à Laon.
- Paul-Émile Javary (1866-1945), directeur de la Compagnie du chemin de fer du Nord. Il joua un rôle important dans la reconstruction après les bombardements de la Première Guerre mondiale. Une rue et une place de Laon portent son nom en sa mémoire.
- Suzanne Noël (1878-1924), pionnière de la chirurgie esthétique réparatrice des blessures de guerre (1914-1918) et membre du mouvement féminin Soroptimist, née à Laon.
- Georges Hubatz[100] (1912-1993) coureur cycliste, 44e au Tour de France 1935[101], cinq fois vainqueur de Paris-Laon, né à Laon.
- Gilbert Lavoine (1921-1965), champion d'Europe poids welter de boxe anglaise en 1953.
- Raymond Guégan (1921-2007), coureur cycliste, notamment vainqueur de Paris-Tours en 1952.
- Pierre Paulin (1927-2009), designer.
- André Marissel (1928-2006), poète et essayiste, né à Laon.
- Francis Turbil (1925-1991), architecte, né à Laon.
- Yannick Jadot (1967-), homme politique, député européen Europe Écologie, né à Clacy-et-Thierret et ayant fait ses études à Laon jusqu'au baccalauréat qu'il passe au lycée Paul Claudel.
- Nicolas Dragon (1977 -), député de l'Aisne et conseiller municipal de Laon de 1995 à 2001 et depuis 2020, né à Laon.

### Autres personnalités

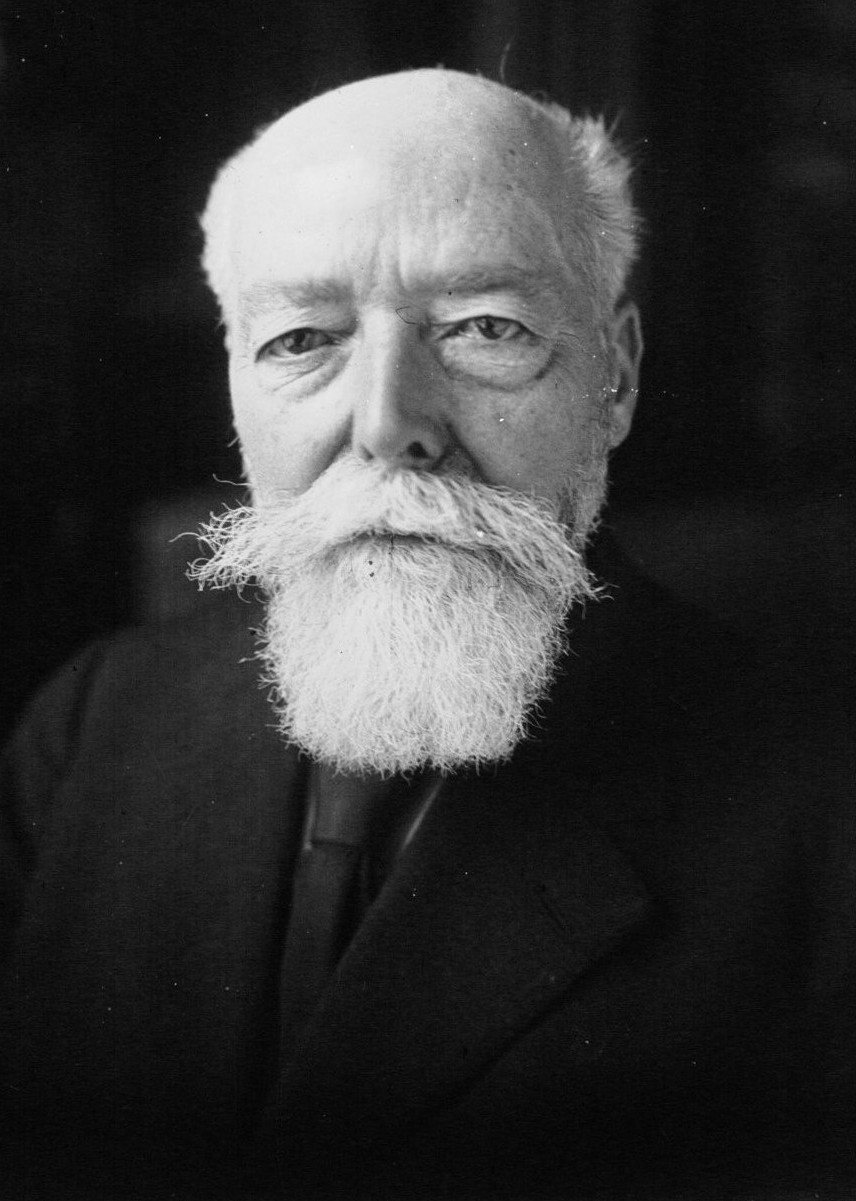
Paul Doumer, président de la République française de 1931 à 1932.

- Paul Doumer, conseil municipal de Laon en 1887-1888, député de l'Aisne à partir de 1888, président de la République en 1931-1932.
- Victor Suin.
- Jean Wallon.
- Augustin Melleville.
- Magloire Perinne.
- Antoine Louis de Romance.
- Édouard Fleury.
- Pierre François André Méchain.
- Edgar Raoul-Duval, magistrat et homme politique, né à Laon en 1832.
- Gaston Ganault.
- Louis Abel Beffroy de Reigny.
- Maxime de Sars, historien, né à Urcel.
- Henry de Buttet, historien.
- Jean Pierre-Bloch, homme politique socialiste, résistant, président de la LICRA
- Antoine Billot, universitaire et écrivain.

### Héraldique
| Blason de Laon | Blason  | D'argent à trois merlettes de sable, au chef d'azur chargé de trois fleurs de lys d'or,. Ornements extérieursCroix de guerre 1914-1918 et Croix de guerre 1939-1945 |
| Blason de Laon | Détails | La merlette représente soit les chevaliers laonnois partis lors de la première croisade ou les bourgeois de la ville qui se sont révoltés en 1112 contre le comte-évêque de Laon, seigneur de la ville. Les fleurs de lys symbolise l'appartenance de la ville de Laon au domaine royal, qui a d'ailleurs été la capitale du royaume sous les Carolingiens. Blason officiel. |

### Logotype
|  | Logo jusqu'en 2016 | Le logo mettait en lumière les rails du Poma 2000 au premier plan et la Montagne couronnée en fond. Le « A » de « LAON » est stylisé et rappelle le logotype du département de l'Aisne dont la ville est la préfecture. |
|  | Logo depuis 2016   | Nouveau logo reprenant certains éléments du blason de la ville, et sa cathédrale. La référence au Poma, arrêté en 2016, disparaît.                                                                                      |

### Vie militaire
Unités ayant été stationnées à Laon :
- 45e régiment d'infanterie de ligne, 1906-1914 ;
- 29e régiment d'artillerie de campagne, 1896-1914 ;
- 406e régiment d'artillerie anti-aérienne, de 1938 (création) à juin 1940 (dissolution) ;
- 4e régiment de hussards, dissolution en 1984 (nom repris par l'ancien GMR 6 à Metz) ;
- 58e régiment de transmissions, dissolution en 2001 ;
- 152e centre d'instruction du Train (CIT152), de février 1956 (création) à août 1966 (dissolution) (quartier Foch) ;
- à Couvron-et-Aumencourt, à quelques kilomètres, une base connue sous le nom de Laon-Couvron a accueilli plusieurs régiments. Le dernier fut le 1er Régiment d'Artillerie de Marine, transféré en 2012 à Châlons-en-Champagne (Marne). En 1966, le 402e régiment d'artillerie anti-aérienne en provenance des FFA s'est installé à Laon Quartier Foch. Pour loger ces militaires, il y avait en ville un certain nombre de casernes : caserne des Dragons de la Reine, la caserne Saint-Vincent ou Thérémin d'Hame, la citadelle fut à partir de 1547 la caserne Hédouville, un hôpital militaire existait dans l'ancien palais abbatial.